# Apollo 11
Apollo 11 foi um voo espacial tripulado norte-americano responsável pelo primeiro pouso na Lua. Os astronautas Neil Armstrong e Buzz Aldrin alunissaram o módulo lunar Eagle em 20 de julho de 1969 às 20h17min UTC. Armstrong tornou-se o primeiro humano a pisar na superfície lunar seis horas depois já no dia 21, seguido por Aldrin vinte minutos depois. Os dois passaram por volta de duas horas e quinze minutos fora da espaçonave e coletaram 21,5 quilogramas de material para trazer de volta à Terra. Michael Collins pilotou sozinho o módulo de comando e serviço Columbia na órbita da Lua enquanto seus companheiros estavam na superfície. Armstrong e Aldrin passaram um total de 21 horas e meia na Lua até reencontrarem-se com Collins.
A missão foi lançada por um foguete Saturno V do Centro Espacial John F. Kennedy na Flórida às 13h32min UTC de 16 de julho, tendo sido a quinta missão tripulada do Programa Apollo da Administração Nacional da Aeronáutica e Espaço (NASA). A nave Apollo era formada por três partes: um módulo de comando com uma cabine para três astronautas, a única parte que retornou para a Terra; um módulo de serviço, que apoiava o módulo de comando com propulsão, energia elétrica, oxigênio e água; e um módulo lunar dividido em dois estágios, um de descida para a Lua e um de subida para levar os astronautas de volta à órbita.
Os astronautas foram enviados em direção da Lua pelo terceiro estágio do Saturno V, separando-se do resto do foguete e viajando por três dias até entrarem na órbita da Lua. Armstrong e Aldrin então foram para o Eagle, pousaram em Mare Tranquillitatis e passaram um dia na superfície. Os astronautas usaram o estágio de subida do módulo lunar para saírem da Lua e acoplarem com o Columbia. O Eagle foi abandonado antes de realizarem as manobras que os colocaram em uma trajetória de volta para a Terra. Eles retornaram em segurança e amerissaram no Oceano Pacífico em 24 de julho após oito dias no espaço.
A alunissagem foi transmitida ao vivo mundialmente pela televisão. Armstrong pisou na superfície lunar e falou palavras que ficaram famosas: "É um pequeno passo para [um] homem, um passo gigante para a humanidade". A Apollo 11 encerrou a Corrida Espacial e realizou o objetivo nacional norte-americano estabelecido em 1961 pelo presidente John F. Kennedy de "antes de esta década acabar, aterrissar um homem na Lua e retorná-lo em segurança para a Terra". Os três astronautas foram recebidos com enormes celebrações nos Estados Unidos e pelo mundo, recebendo diversas condecorações e homenagens.

## Antecedentes

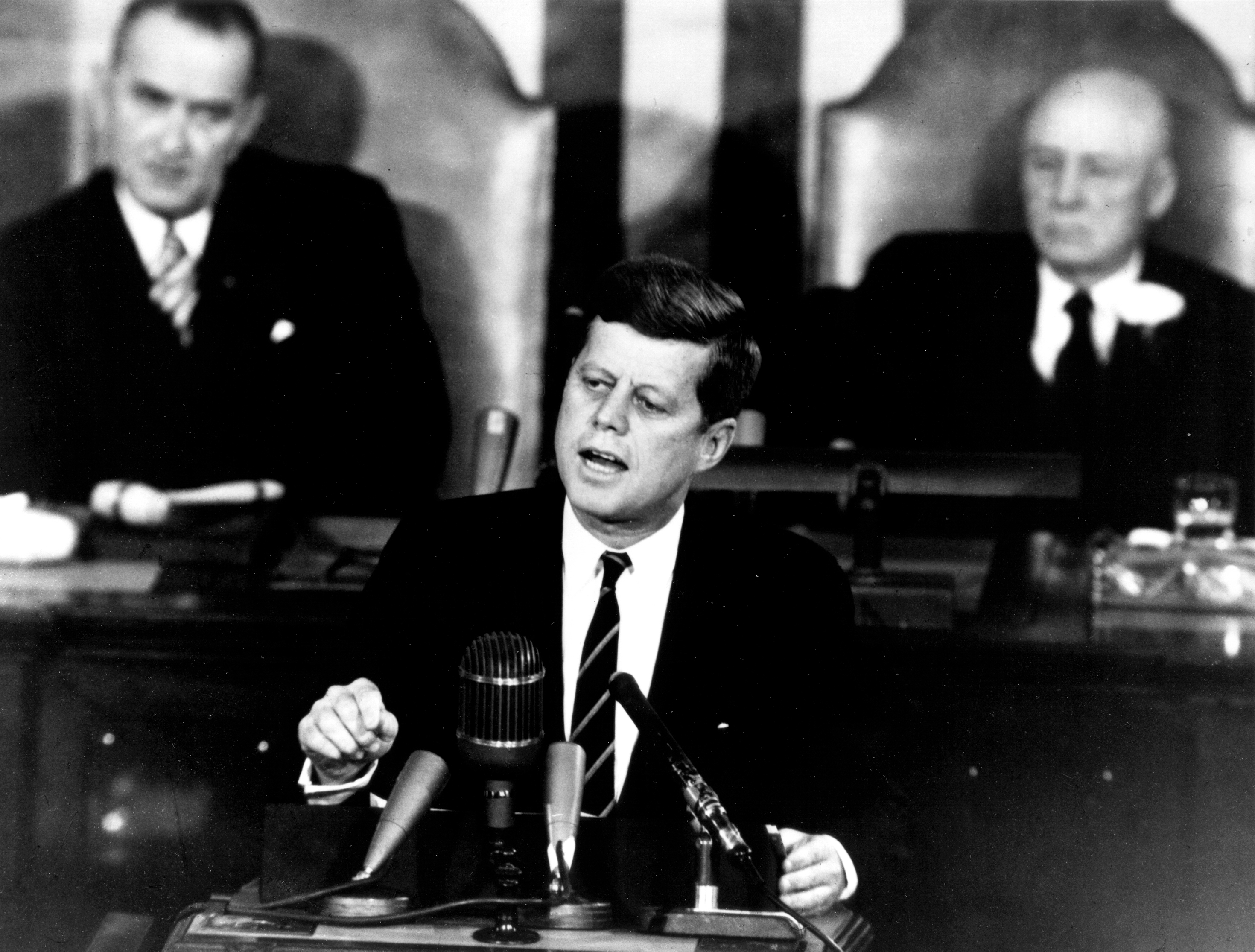
Kennedy discursando em 25 de maio de 1961 diante do Congresso dos Estados Unidos, estabelecendo a alunissagem como o objetivo nacional até o fim da década

Os Estados Unidos estavam no meio da Guerra Fria, uma disputa geopolítica com a União Soviética, no final da década de 1950 e início da de 1960. Os soviéticos lançaram em 4 de outubro de 1957 o Sputnik 1, o primeiro satélite artificial da história. Isto causou temores ao redor do mundo. Ele demonstrou que a União Soviética era capaz de lançar armas nucleares a distâncias intercontinentais ao mesmo tempo que desafiava a reivindicação de superioridade militar, econômica e tecnológica dos Estados Unidos. Isto precipitou a Crise do Sputnik e iniciou a Corrida Espacial. O presidente norte-americano Dwight D. Eisenhower respondeu criando a Administração Nacional da Aeronáutica e Espaço (NASA) e iniciando o Projeto Mercury, que tinha a intenção de colocar um humano em órbita da Terra. Entretanto, o cosmonauta soviético Iuri Gagarin tornou-se a primeira pessoa no espaço em 12 de abril de 1961, além do primeiro a orbitar a Terra. Foi outro golpe contra o orgulho dos Estados Unidos. Um mês depois, Alan Shepard tornou-se em 5 de maio o primeiro norte-americano no espaço, completando um voo suborbital de quinze minutos. Foi resgatado no Oceano Atlântico e recebeu um telefonema de parabéns de John F. Kennedy, o sucessor de Eisenhower.
Kennedy acreditava que era do interesse nacional dos Estados Unidos ser superior a outras nações, além de que a percepção do poderio norte-americano era pelo menos tão importante quanto a realidade. Dessa forma era intolerável que a União Soviética fosse mais avançada no campo da exploração espacial. Ele determinou que os Estados Unidos deveriam competir, procurando um desafio que maximizasse suas chances de vitória. Já que os soviéticos possuíam foguetes auxiliares superiores, Kennedy queria um desafio que estivesse além da capacidade da geração contemporânea de foguetes, uma em que os dois países começariam em igualdade. Era necessário algo espetacular, mesmo que não pudesse ser justificado do ponto de vista militar, econômico ou científico. Ele escolheu tal projeto depois de consultar-se com especialistas e conselheiros. Kennedy foi para o Congresso dos Estados Unidos em 25 de maio de 1961, a fim de discursar sobre "Necessidades Nacionais Urgentes". No meio de seu discurso ele declarou:
| “ | Eu acredito que esta nação deveria comprometer-se a alcançar o objetivo, antes de esta década acabar, de aterrissar um homem na Lua e retorná-lo em segurança para a Terra. Nenhum único projeto espacial neste período será mais impressionante para a humanidade, ou mais importante para a exploração espacial a longa distância; e nenhum será tão difícil ou caro para realizar. Nós propomos acelerar o desenvolvimento da nave espacial lunar apropriada. Nós propomos desenvolver foguetes de combustível líquido e sólido alternativos, muito maiores do que qualquer um sendo desenvolvidos agora, até acertarmos qual é o superior. Nós propomos fundos adicionais para outros desenvolvimentos de motores e para explorações não tripuladas – explorações que são particularmente importantes para o propósito que esta nação nunca deixará passar: a sobrevivência do homem que primeiro fizer este voo ousado. Porém de modo muito real, não será um homem que irá para a Lua – se fizermos este julgamento afirmativamente, será uma nação inteira. Pois todos nós deveremos trabalhar para colocá-lo lá. | ” |

O esforço de colocar um humano na Lua já tinha um nome: Programa Apollo. Uma decisão inicial foi escolher um encontro orbital lunar sobre ascensão direta ou encontro orbital terrestre. Um encontro espacial é uma manobra orbital em que duas naves navegam pelo espaço e se encontram. James Webb, o Administrador da NASA, anunciou a escolha do encontro orbital lunar em 11 de julho de 1962. Isto resultou em um veículo de lançamento muito menor, com a espaçonave Apollo sendo composta por três partes: o módulo de comando com uma cabine para três astronautas, sendo a única parte que retornaria para a Terra; um módulo de serviço, que dava apoio ao módulo de comando com propulsão, energia elétrica, oxigênio e água; e o módulo lunar que tinha dois estágios – um estágio de descida para a alunissagem e um estágio de ascensão para levar os astronautas de volta para a órbita lunar. A escolha também permitiu que a nave fosse lançada por um único foguete Saturno V, que estava em desenvolvimento na época.
As tecnologias e técnicas para o Programa Apollo foram desenvolvidas pelo Projeto Gemini. Apollo foi paralisada abruptamente depois do incêndio da Apollo 1 em 27 de janeiro de 1967, em que três astronautas morreram, seguido por um período de investigações. A Apollo 7 avaliou o módulo de comando e serviço em órbita terrestre em outubro de 1968, enquanto logo em dezembro a Apollo 8 testou a espaçonave em uma órbita lunar. A Apollo 9 colocou o módulo lunar em órbita terrestre em março de 1969, já a Apollo 10 realizou em maio um "ensaio geral" da alunissagem em órbita da Lua. Tudo estava preparado em julho para a Apollo 11 fazer o pouso tripulado.
A União Soviética tentou competir com os Estados Unidos na Corrida Espacial, porém sua liderança inicial foi perdida após repetidos fracassos no desenvolvimento do foguete N1, que era comparável ao Saturno V. Os soviéticos tentaram bater os norte-americanos ao trazer de volta para a Terra material lunar por meio de sondas não tripuladas. Em 13 de julho, três dias antes do lançamento da Apollo 11, a União Soviética lançou a Luna 15, que alcançou a órbita lunar quatro dias depois. Um problema durante a descida fez a Luna 15 cair em Mare Crisium aproximadamente duas horas antes da Apollo 11 deixar a superfície lunar e iniciar sua viagem de volta para a Terra. Os Laboratórios Radio-Astronômicos de Nuffield no Reino Unido gravaram as transmissões da Luna 15 durante sua descida, liberando-as publicamente em 2009.

## Equipe

### Principal
| Posição                     | Astronauta                 |
| --------------------------- | -------------------------- |
| Comandante                  | Neil A. Armstrong          |
| Piloto do Módulo de Comando | Michael Collins            |
| Piloto do Módulo Lunar      | Edwin E. "Buzz" Aldrin Jr. |

A designação inicial da tripulação reserva da Apollo 9 foi anunciada oficialmente em 20 de novembro de 1967, consistindo em Neil Armstrong, Jim Lovell e Buzz Aldrin como, respectivamente, Comandante, Piloto do Módulo de Comando e Piloto do Módulo Lunar. Lovell e Aldrin tinham anteriormente voado juntos na Gemini XII. As tripulações principais e reservas da Apollo 8 e Apollo 9 foram invertidas devido a problemas de projeto e construção do Módulo Lunar, dessa forma a tripulação de Armstrong se tornou a reserva da Apollo 8. Esses três astronautas assim tornariam-se a tripulação principal da Apollo 11 baseada no esquema normal de rotação da NASA.
Entretanto, houve uma mudança. Michael Collins, Piloto do Módulo de Comando da Apollo 8, começou a sentir problemas em suas pernas. Os médicos o diagnosticaram com um problema de crescimento ósseo entre suas quinta e sexta vértebras, necessitando cirurgia. Lovell o substituiu na Apollo 8 e Collins juntou-se à tripulação principal da Apollo 11 assim que se recuperou. Nesse meio tempo, Fred Haise assumiu como Piloto do Módulo Lunar reserva e Aldrin ficou como Piloto do Módulo de Comando. A Apollo 11 foi a segunda missão norte-americana em que todos os tripulantes tinham experiência anterior de voo; a primeira fora a Apollo 10 e a seguinte foi a STS-26 em 1988.
Donald Slayton, o supervisor dos astronautas e Diretor de Operações de Tripulações de Voo da NASA, deu a Armstrong a opção de substituir Aldrin por Lovell, já que alguns no programa espacial achavam difícil de se trabalhar com Aldrin. Armstrong não tinha problemas de trabalho com seu companheiro, porém ficou pensando sobre o assunto por um dia antes de se decidir. Ele achou que Lovell merecia o comando de sua própria missão, que viria a ser a Apollo 13.
A tripulação da Apollo 11 não tinha nada da camaradagem dos astronautas da Apollo 12. Em vez disso eles formaram uma relação de trabalho amigável. Armstrong era notoriamente distante, porém Collins, que se considerava um solitário, confessou que bloqueou as tentativas de Aldrin de criar uma relação pessoal mais próxima. Aldrin e Collins descreveram a tripulação como "amáveis estranhos". Armstrong discordou, afirmando que "todas as tripulações em que estive trabalhavam bem juntas".

### Reserva
| Posição                     | Astronauta          |
| --------------------------- | ------------------- |
| Comandante                  | James A. Lovell Jr. |
| Piloto do Módulo de Comando | William A. Anders   |
| Piloto do Módulo Lunar      | Fred W. Haise Jr.   |

A tripulação reserva consistia de Lovell, William Anders e Haise como Comandante, Piloto do Módulo de Comando e Piloto do Módulo Lunar. Anders e Lovell voaram na Apollo 8. Anders aceitou no início de 1969 um trabalho no Conselho Nacional Aeronáutico e Espacial para agosto, anunciando que se aposentaria como astronauta depois dessa data. Ken Mattingly foi colocado na tripulação de suporte ao mesmo tempo que treinava com Anders como Piloto do Módulo de Comando reserva, caso a Apollo 11 fosse adiada para além de julho, depois do qual Anders não estaria mais disponível. Lovell, Mattingly e Haise foram depois designados como a tripulação principal da Apollo 13.

### Suporte
Cada missão dos Projetos Mercury e Gemini tinha uma tripulação principal e uma reserva. Uma terceira tripulação de astronautas foi adicionada para o Programa Apollo, conhecida como tripulação de suporte. Esta mantinha o plano de voo, lista de checagens e regras da missão, também garantindo que as tripulações principais e reservas fossem notificadas de mudanças. Também desenvolviam procedimentos, especialmente para situações de emergência, assim estivessem prontos para quando as tripulações principal e reserva fossem treinar em simuladores, permitindo a prática e domínio. A tripulação de suporte da Apollo 11 era formada por Mattingly, Ronald Evans e William Pogue.

### Controle da Missão

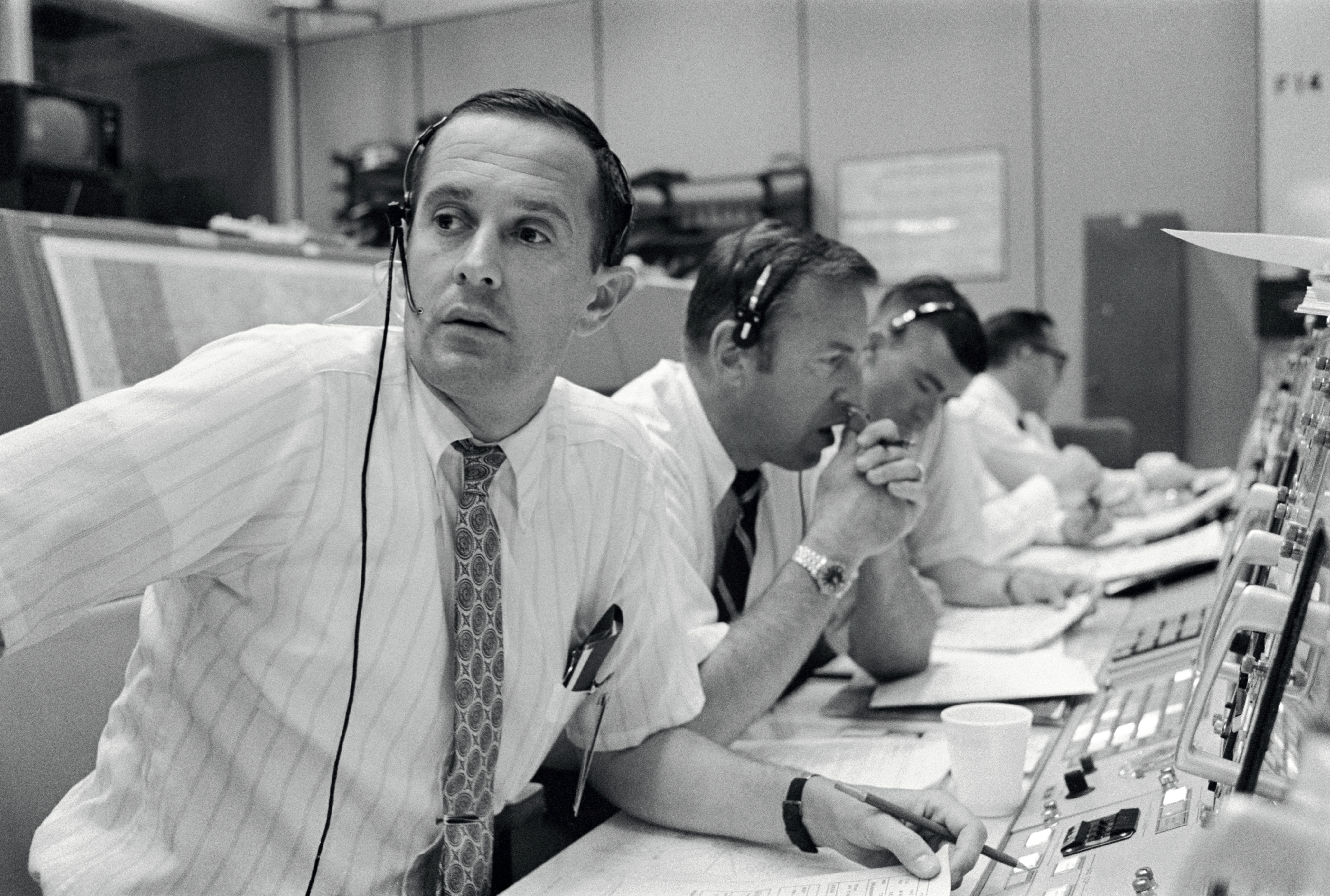
Duke, o CAPCOM, ouve a descida da Apollo 11 junto com Lovell e Haise

O comunicador com a cápsula (CAPCOM) era um astronauta do Centro de Controle da Missão em Houston, Texas, que era a única pessoa autorizada a se comunicar diretamente com a tripulação da nave espacial. Os CAPCOMs da Apollo 11 foram: Charles Duke, Evans, Bruce McCandless, Lovell, Anders, Mattingly, Haise, Don Lind, Owen Garriott e Harrison Schmitt.
Além disso, também havia quatro diretores de voo para a missão, divididos em quatro equipes, que eram: Clifford E. Charlesworth da equipe verde, que atuou no lançamento da missão e durante a atividade extraveicular; Gerald D. Griffin da equipe ouro; Gene Kranz da equipe branca, responsável pela alunissagem; e Glynn Lunney na equipe preta, que trabalhou durante a ascensão lunar.

## Preparações

### Emblema
O emblema da Apollo 11 foi desenhado por Collins, que desejava um símbolo para a "alunissagem pacífica pelos Estados Unidos". Ele escolheu como símbolo uma águia careca, o pássaro nacional dos Estados Unidos, seguindo uma sugestão de Lovell. Tom Wilson, instrutor de simulação, sugeriu a adição de um ramo de oliveira no bico a fim de representar a natureza pacífica da missão. Collins também colocou de fundo a superfície lunar e a Terra. A fonte de luz do emblema foi colocada da direção errada; o correto seria que a sombra estivesse na parte inferior da Terra em vez de na esquerda. Armstrong, Collins e Aldrin decidiram que a águia e a Lua estariam em suas cores naturais, além de que a borda deveria ser azul e dourada. Armstrong estava preocupado que a palavra "eleven" ("onze") não seria compreensível para aqueles que não falassem inglês, então escolheram colocar "Apollo 11". Os três também decidiram não colocar seus nomes no emblema, para que assim ele "fosse representativo de todos que trabalharam pela alunissagem".
Um ilustrador do Centro de Espaçonaves Tripuladas em Houston produziu a arte baseada no conceito de Collins, que foi enviada para oficiais da NASA para aprovação. O desenho foi rejeitado. Robert Gilruth, diretor do Centro de Espaçonaves Tripuladas, achou que as garras da águia pareciam "muito belicosas". O ramo de oliveira foi transferido para as garras após algumas discussões. Quando a moeda do dólar Eisenhower foi lançada em circulação em 1971, o desenho do emblema da Apollo 11 foi a origem da águia colocada no seu verso. O desenho também foi usado para a moeda do dólar Susan B. Anthony de 1979.

### Chamada
A tripulação da Apollo 10 tinha nomeado sua nave espacial de Charlie Brown e Snoopy. Julian Scheer, gerente assistente de relações públicas, enviou uma carta a George Low, o Gerente do Escritório da Espaçonave do Programa Apollo no Centro de Espaçonaves Tripuladas, sugerindo que a tripulação da Apollo 11 deveria ser menos irreverente na nomeação de sua nave. Os nomes Snowcone para o Módulo de Comando e Haystack para o Módulo Lunar foram usados em comunicações internas e externas durante os estágios iniciais de planejamento. O Módulo Lunar foi oficialmente nomeado de Eagle seguindo o tema de águia muito presente no emblema. Scheer sugeriu que o Módulo de Comando fosse nomeado Columbia devido o Columbiad, o canhão gigante que lançou a nave espacial do romance De la Terre à la Lune de Júlio Verne. Também era uma referência à Colúmbia, o nome histórico dos Estados Unidos. Collins afirmou em 1976 que Columbia era além disso uma referência a Cristóvão Colombo.

### Itens

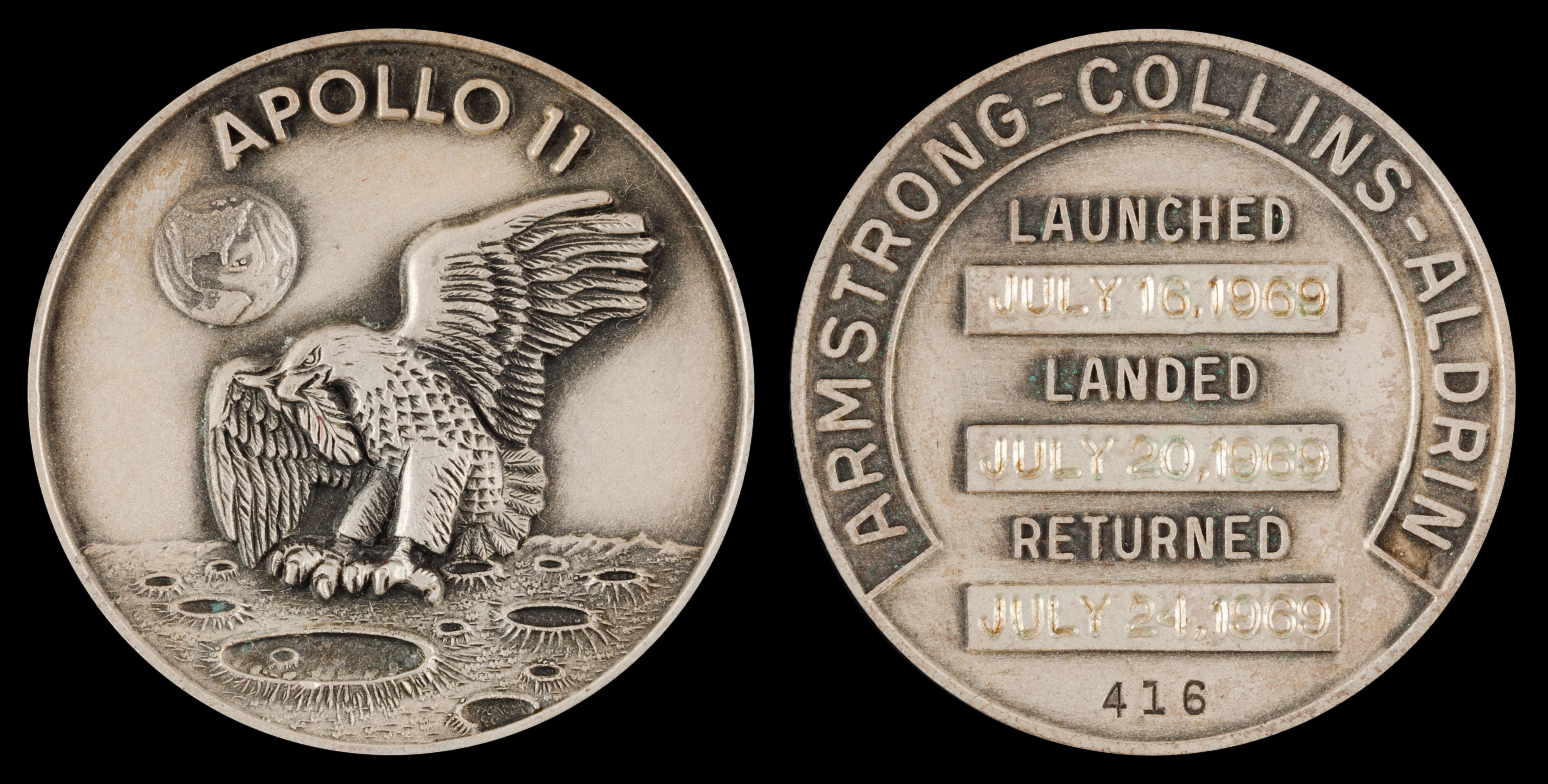
Um medalhão de prata comemorativo da Apollo 11. Este exemplar foi presenteado por Armstrong a Walter Schirra.

Os astronautas possuíam um kit de preferências pessoais (PPKs): uma pequena sacola que continha itens pessoais de importância que eles queriam levar consigo na missão. Cinco PPKs de 23 gramas cada foram levados pela Apollo 11: três (um para cada astronauta) foram guardados no Columbia antes do lançamento, enquanto os outros dois foram colocados no Eagle. Também voaram na missão 450 medalhões de prata comissionados pela própria NASA contendo o emblema da missão (este com o desenho original de Collins, com o ramo de oliveira no bico da águia) e as datas de lançamento, alunissagem e retorno.
O PPK do módulo lunar de Armstrong continha uma peça de madeira da hélice esquerda do Wright Flyer dos Irmãos Wright e um pedaço de tecido de sua asa, junto com um broche de astronauta originalmente presenteado a Slayton pelas viúvas dos astronautas da Apollo 1. A intenção original era para que o broche tivesse voado na missão e presenteado a Slayton depois, porém ele foi entregue a Slayton pelas viúvas depois do incêndio e funeral. Armstrong o levou consigo para a Apollo 11.

### Escolha do local

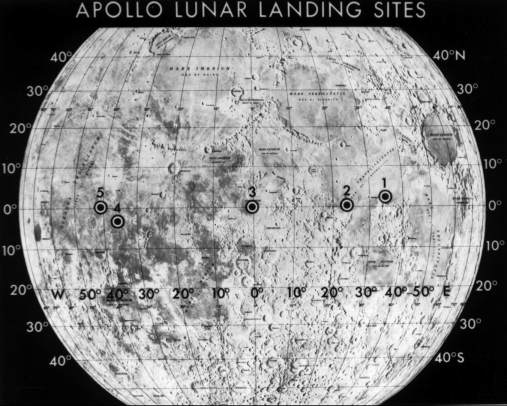
Mapa da Lua mostrando os possíveis locais de alunissagem da Apollo 11. O local 2 foi o escolhido

O Conselho de Escolha de Local da Apollo anunciou em 8 de fevereiro de 1968 cinco locais de alunissagem em potencial. Estes foram o resultado de dois anos de estudos a partir de fotografias em alta definição da superfície lunar tiradas pelas sondas não-tripuladas do Programa Lunar Orbiter, além de informações sobre as condições da superfície provenientes do Programa Surveyor. Os melhores telescópios terrestres não podiam obter informações com a resolução exigida pelo Programa Apollo. O local de alunissagem precisava ser próximo do equador lunar com o objetivo de minimizar o combustível necessário, ser livre de obstáculos a fim de minimizar manobras e plano para simplificar a tarefa do radar de pouso. Valor científico não foi uma consideração.
Áreas que pareciam promissoras quando fotografadas da Terra muitas vezes mostravam-se totalmente inaceitáveis. A exigência original de que o local fosse livre de crateras foi relaxado quando nenhum local do tipo foi encontrado. Cinco locais foram considerados: os locais 1 e 2 eram no Mare Tranquillitatis; o local 3 ficava no Sinus Medii; enquanto os locais 4 e 5 estavam no Oceanus Procellarum. A seleção final foi baseada em sete critérios: ser suave e com poucas crateras, ter um caminho de aproximação livre de elementos geográficos que pudessem confundir o radar de pouso ou causar leituras erradas, ser alcançável com o mínimo de combustível, proporcionar uma trajetória de retorno livre e em segurança sem a necessidade de ligar o motor caso surgisse algum problema, ter boa visibilidade durante a aproximação e possuir uma inclinação de menos de dois graus.
A necessidade de que o Sol estivesse em um ângulo específico era restritiva, limitando a data de lançamento a um dia por mês. Uma alunissagem pouco depois da alvorada foi escolhida para limitar as temperaturas extremas que os astronautas passariam. O Conselho de Escolha de Local da Apollo selecionou o local 2, com os locais 3 e 5 servindo de reservas caso o lançamento fosse adiado. O módulo lunar da Apollo 10 voou a quinze quilômetros de distância do local em maio de 1969 e relatou que era aceitável.

### Primeiro homem
A primeira pergunta feita na primeira conferência de imprensa após o anúncio da tripulação da Apollo 11 foi: "Qual de vocês cavalheiros será o primeiro homem a pisar na superfície lunar?". Slayton respondeu que a questão ainda não tinha sido decidida, com Armstrong complementando que a escolha não seria "baseada em desejos pessoais".
Uma das primeiras versões da lista de verificação de saída tinha o piloto do módulo lunar saindo da nave espacial antes do piloto do módulo de comando, algo que correspondia ao que havia sido feito em missões anteriores. O comandante nunca antes tinha realizado uma caminhada espacial. Repórteres escreveram no início de 1969 que Aldrin seria o primeiro a caminhar na Lua, com George Mueller, Administrador Adjunto da NASA, confirmando para a imprensa que esse realmente seria o caso. Aldrin tinha ouvido falar que Armstrong seria o primeiro a pisar na Lua por ser um civil, algo que o deixou furioso. Ele tentou persuadir outros pilotos do Módulo Lunar de que deveria ser o primeiro, porém todos responderam cinicamente para aquilo que consideravam uma campanha de lobby. Slayton, tentando conter um conflito interdepartamental, disse a Aldrin que Armstrong seria o primeiro porque este era o comandante da missão. A decisão foi anunciada oficialmente em 14 de abril, dando como motivo o projeto da escotilha do Módulo Lunar.
Aldrin acreditou por décadas que a decisão final foi feita principalmente por causa da localização da escotilha. Movimentar-se para sair da nave espacial era difícil porque os astronautas estariam com seus trajes espaciais e o Módulo Lunar era muito pequeno. A tripulação tentou uma simulação em que Aldrin saía primeiro, porém ele danificou o simulador enquanto tentava sair. Isto era o suficiente para os planejadores da missão tomarem sua decisão, porém Armstrong e Aldrin não foram informados sobre a escolha até meados de 1969. Slayton disse a Armstrong que o plano era que ele fosse o primeiro a sair, caso concordasse. O astronauta respondeu que "Sim, é o jeito de se fazer".
A imprensa acabou por acusar Armstrong de usar sua prerrogativa como comandante da missão para que pudesse sair da nave espacial primeiro. Christopher C. Kraft, o Diretor de Operações de Voo da NASA, revelou em 2001 sobre uma reunião entre ele, Gilruth, Slayton e Low a fim de garantir que Aldrin não fosse o primeiro a sair do Módulo Lunar. Argumentaram que o primeiro homem a pisar na Lua deveria ser alguém semelhante a Charles Lindbergh, que era considerada uma pessoa calma e quieta. Tomaram a decisão de alterar o plano de voo para que o comandante da missão fosse o primeiro a sair da nave espacial.

### Pré-lançamento

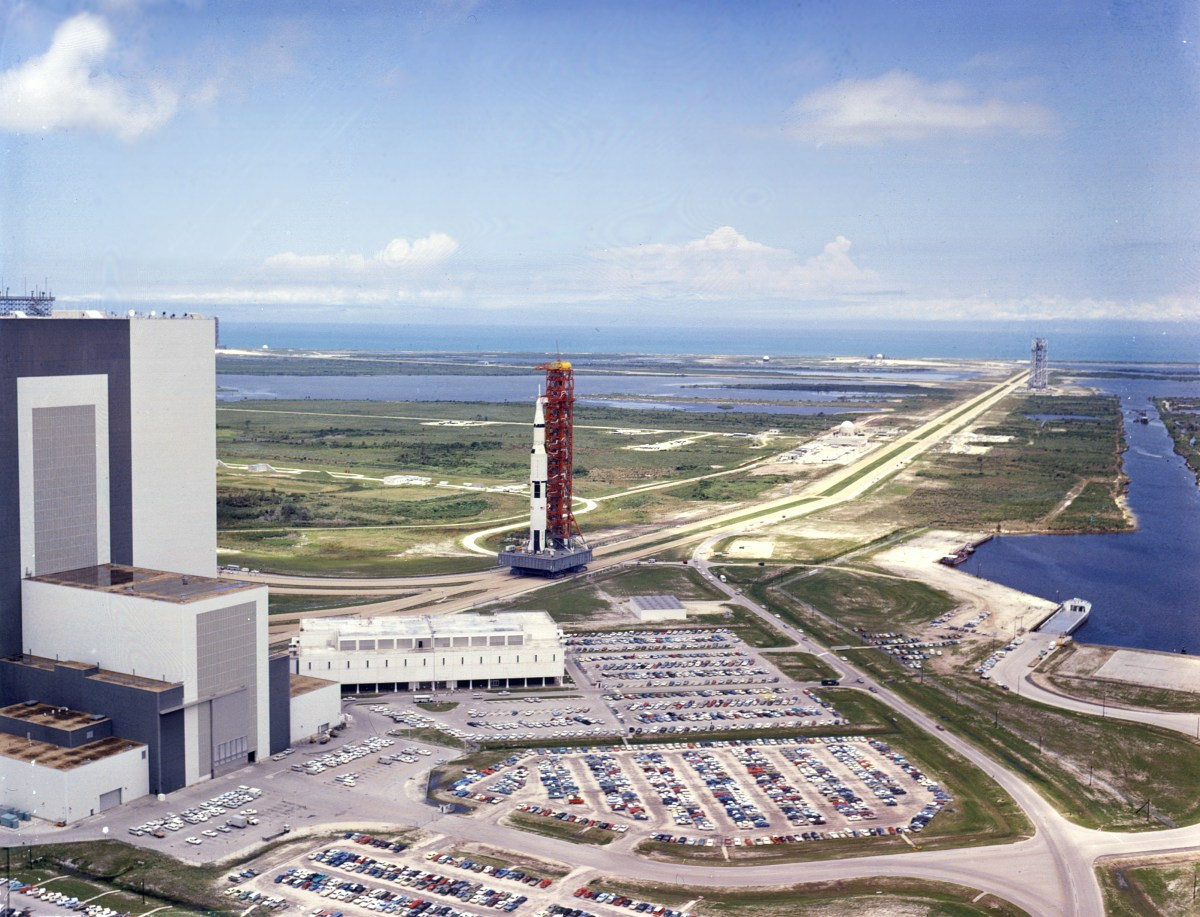
O foguete Saturno V SA-506, com a nave espacial da Apollo 11, sendo transferido do Edifício de Montagem de Veículos para o Complexo de Lançamento 39

O estágio de ascensão do Módulo Lunar de número LM-5 chegou no Centro Espacial John F. Kennedy em Cabo Kennedy, Flórida, em 8 de janeiro de 1969, seguido pelo estágio de descida quatro dias depois, enquanto o Módulo de Comando e Serviço de número CM-107 chegou no dia 23 de janeiro. Havia várias diferenças entre o LM-5 e o LM-4 usado na Apollo 10; a versão mais nova tinha uma antena de rádio VHF para facilitar a comunicação com os astronautas durante a atividade extraveicular na superfície lunar, um motor de subida mais leve, maior proteção termal no trem de pouso e um pacote de experimentos científicos chamado de Pacote Inicial de Experimentos Científicos da Apollo. A única mudança na configuração do Módulo de Comando era a remoção de parte do isolamento da escotilha dianteira. Os Módulos de Comando e Serviço foram unidos em 29 de janeiro e transferidos em 14 de abril do Edifício de Operações e Checagem para o Edifício de Montagem de Veículos.
O S-IVB, o terceiro estágio do foguete Saturno V AS-506, chegou em 18 de janeiro, seguido pelo segundo estágio S-II em 6 de fevereiro e o primeiro estágio S-IC no dia 20, enquanto a Unidade de Instrumentos chegou em 27 de fevereiro. O foguete montado de 5,4 mil toneladas deixou o Edifício de Montagem de Veículos em 20 de maio em cima de uma esteira transportadora, sendo levado até a Plataforma de Lançamento 39A no Complexo de Lançamento 39, ao mesmo tempo que a Apollo 10 estava viajando para a Lua. Um teste de contagem regressiva começou em 26 de junho e terminou em 2 de julho. O complexo de lançamento foi iluminado na noite de 15 de julho, quando a esteira transportadora levou a estrutura móvel de serviço de volta para seu estacionamento. Os tanques de combustível dos estágios S-II e S-IVB foram preenchidos com hidrogênio líquido nas primeiras horas do dia seguinte. O abastecimento foi completado três horas antes do lançamento. As operações de lançamento eram parcialmente automatizadas, com 43 programas escritos na linguagem de programação ATOLL.
Slayton acordou os astronautas pouco depois das 4h; eles tomaram banho, se barbearam e tiveram o tradicional café da manhã pré-lançamento de bife e ovos junto com Slayton e a tripulação reserva. Em seguida vestiram seus trajes espaciais e começaram a respirar oxigênio puro. Os três partiram para o Complexo de Lançamento 39 às 6h30min. Haise entrou no Columbia por volta de três horas e dez minutos antes do lançamento. Ele e um técnico ajudaram Armstrong a entrar às 6h54min no assento esquerdo. A vez de Collins veio dez minutos depois, assumindo sua posição no assento do lado direito. Aldrin foi o último e ficou no assento central. Haise deixou a torre duas horas e dez minutos antes do lançamento. A equipe de selamento fechou a escotilha e a cabine foi purgada e pressurizada. Esta equipe então deixou a plataforma uma hora antes do lançamento. A contagem ficou automatizada três minutos e vinte segundos antes do fim. Mais de 450 pessoas estavam nos consoles da sala de fogo.

## Missão

### Lançamento

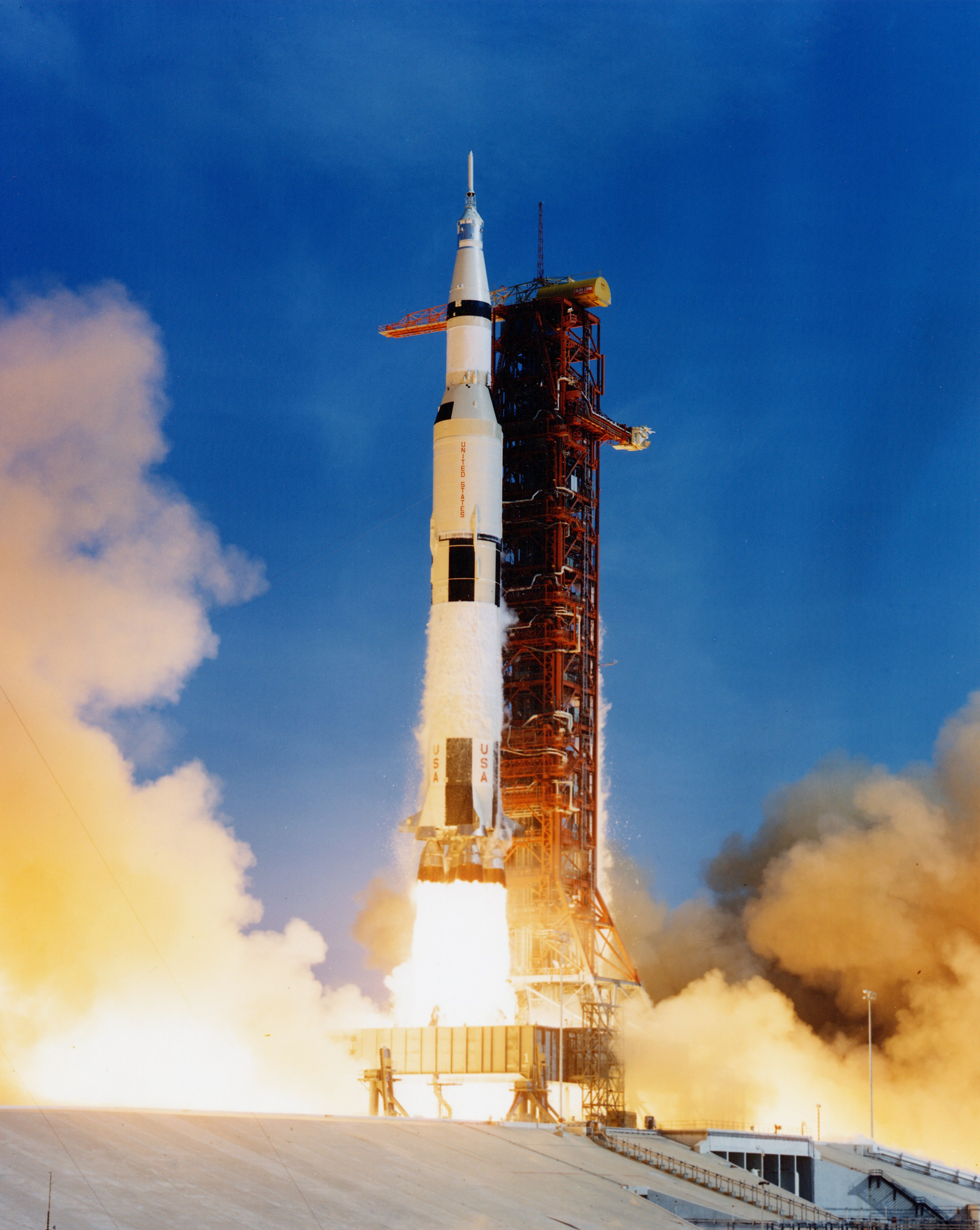
O lançamento do Saturno V com a Apollo 11 às 9h32min EDT de 16 de julho de 1969 da Plataforma 39A

Estima-se que aproximadamente um milhão de pessoas assistiram ao lançamento das rodovias e praias próximas ao Cabo Kennedy. Espectadores incluíam o general William Westmoreland, Chefe do Estado-Maior do Exército, quatro membros do Gabinete Presidencial, dezenove governadores estaduais, quarenta prefeitos, sessenta embaixadores e duzentos parlamentares. O vice-presidente Spiro Agnew assistiu ao lançamento ao lado do ex-presidente Lyndon B. Johnson e da ex-primeira-dama Lady Bird Johnson. Por volta de 3,5 mil jornalistas também estavam presentes; mais ou menos dois terços eram norte-americanos, enquanto os restantes vinham de 55 países diferentes. O lançamento foi televisionado em 33 países, com uma audiência estimada de 25 milhões apenas nos Estados Unidos. Milhões ao redor do mundo também acompanharam através do rádio. O presidente Richard Nixon assistiu o lançamento de seu escritório na Casa Branca acompanhado de Frank Borman, astronauta da Apollo e seu oficial de ligação na NASA.
O Saturno V AS-506 lançou a Apollo 11 em 16 de julho de 1969 às 13h32min00s UTC (9h32min00s EDT). Entrou em órbita doze minutos depois a uma altitude de 185,9 por 183,2 quilômetros. O motor do terceiro estágio S-IVB fez uma queima de injeção translunar às 16h22min13s UTC e impulsionou a nave espacial em uma trajetória em direção da Lua. Collins foi para o assento esquerdo nos controles trinta minutos depois e realizou uma manobra de transposição, acoplamento e extração. Isto envolvia separar o Columbia do estágio S-IVB, dar a volta, acoplar com o Eagle ainda preso no estágio e extraí-lo. A nave espacial combinada depois disso seguiu para a Lua, enquanto o resto do foguete voou em uma trajetória para além do satélite. Isto foi feito a fim de impedir que o foguete colidisse com a nave, com a Terra ou com a Lua. O efeito estilingue fez com que passasse da Lua e entrasse em órbita do Sol.
A Apollo 11 passou atrás da Lua às 17h21min50s UTC de 19 de julho e acionou seu motor de propulsão de serviço para entrar em órbita lunar. Seguiram-se vinte órbitas e a tripulação observou vistas de seu local de alunissagem ao sul de Mare Tranquillitatis, aproximadamente dezenove quilômetros no sudoeste da cratera Sabine D. O local fora escolhido parcialmente por ter sido caracterizado pelas sondas Ranger 8, Surveyor 5 e Apollo Orbiter como relativamente plano e liso e improvável de apresentar grandes desafios de alunissagem e atividade extraveicular. Ficava cerca de 25 quilômetros de distância do local de pouso da Surveyor 5 e 68 quilômetros ao sudoeste do local da queda da Ranger 8.

### Descida

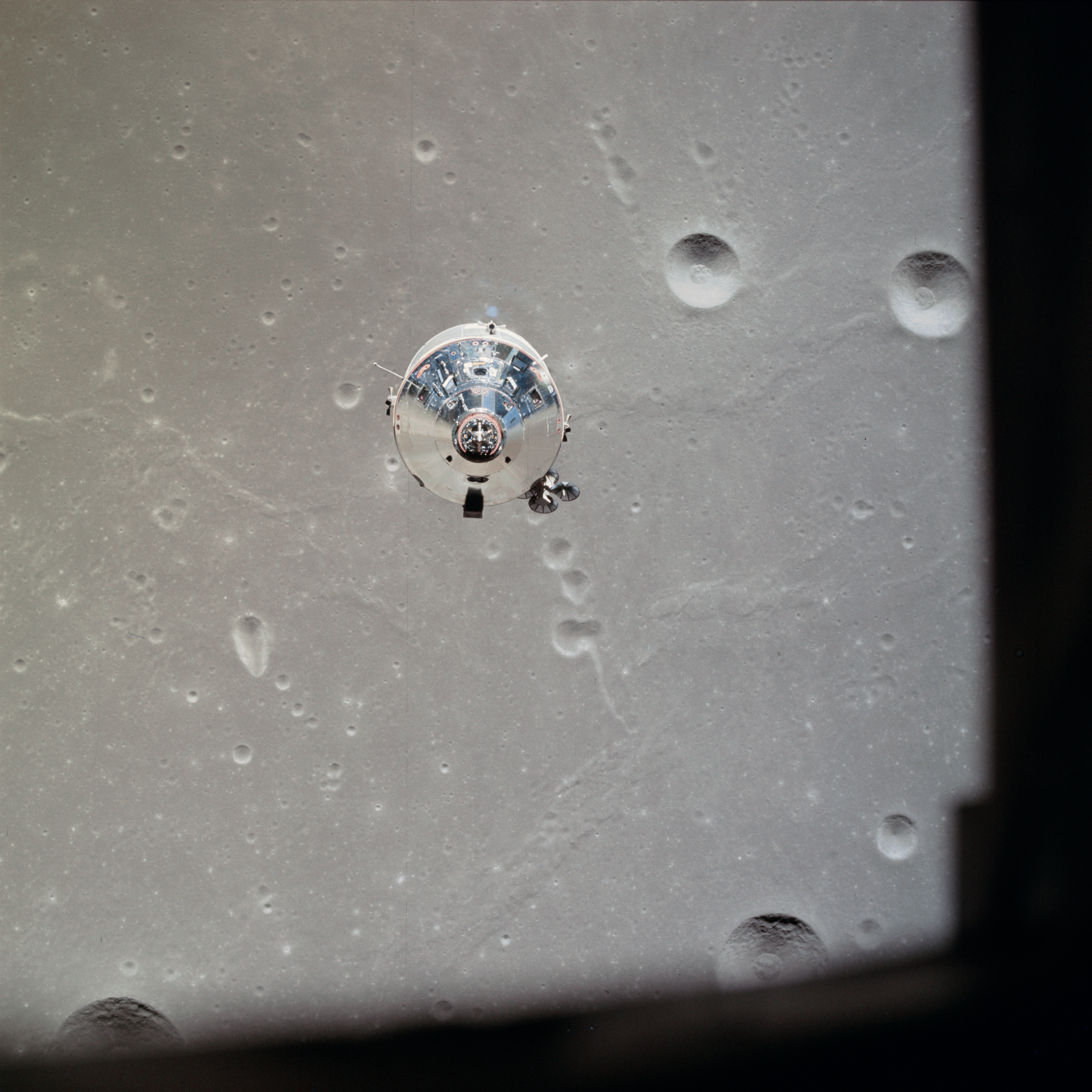
O Columbia em órbita lunar, fotografado a partir do Eagle em 20 de julho

Armstrong e Aldrin entraram no Eagle às 12h52min00s UTC de 20 de julho e iniciaram as preparações finais para a realização da descida lunar. O Eagle se separou do Columbia às 17h44min00s. Collins permaneceu sozinho no Columbia e inspecionou o Eagle enquanto este manobrava na sua frente a fim de garantir que a nave não estava danificada e que os trens de pouso estavam propriamente estendidos. Armstrong exclamou em seguida: "O Eagle tem asas!".
Aldrin e Armstrong iniciaram sua descida e logo perceberam que estavam passando por marcos da superfície dois ou três segundos mais rápidos do que o esperado, relatando que estavam "longe"; isto significava que o Eagle estava viajando muito rápido e que alunissariam quilômetros ao oeste do local planejado. O problema pode ter sido causado por mascons, altas concentrações de massa que podem ter alterado a trajetória da nave espacial. Gene Kranz, o Diretor de Voo, especulou que isso poderia ter sido o resultado de uma pressão do ar extra no túnel de acoplagem, ou que poderia também ser o resultado da manobra de pirueta do Eagle.
O Computador de Orientação distraiu os dois astronautas depois de cinco minutos da queima de descida, quando estavam 1,8 quilômetro da superfície, com o primeiro de vários alarmes de programação 1202 e 1201. No Centro de Controle da Missão, o engenheiro de computação Jack Garman informou Steve Bales, o Oficial de Orientação, que era seguro continuar a descida e isto foi repassado para a tripulação. Os alarmes de programação indicavam "sobrecargas executivas", significando que o computador não estava conseguindo completar todas as tarefas em tempo real e assim precisava adiar algumas. Margaret Hamilton, a Diretora de Programação do Computador de Voo da Apollo no Laboratório Charles Stark Draper do Instituto de Tecnologia de Massachusetts, posteriormente comentou:
| “ | Culpar o computador pelos problemas da Apollo 11 é como culpar uma pessoa que avista um incêndio e liga para o departamento de bombeiros. Na realidade, o computador foi programado para fazer mais do que reconhecer condições de erro. Um conjunto completo de programas de recuperação estava incorporado dentro do software. As ações do software, neste caso, era eliminar tarefas de baixa prioridade e re-estabelecer as mais importantes. O computador, em vez de quase forçar um aborto, impediu um aborto. Eu duvido que a Apollo 11 tivesse sido o pouso na Lua bem sucedido como foi caso o computador não tivesse reconhecido esse problema e assumido ação de recuperação. | ” |

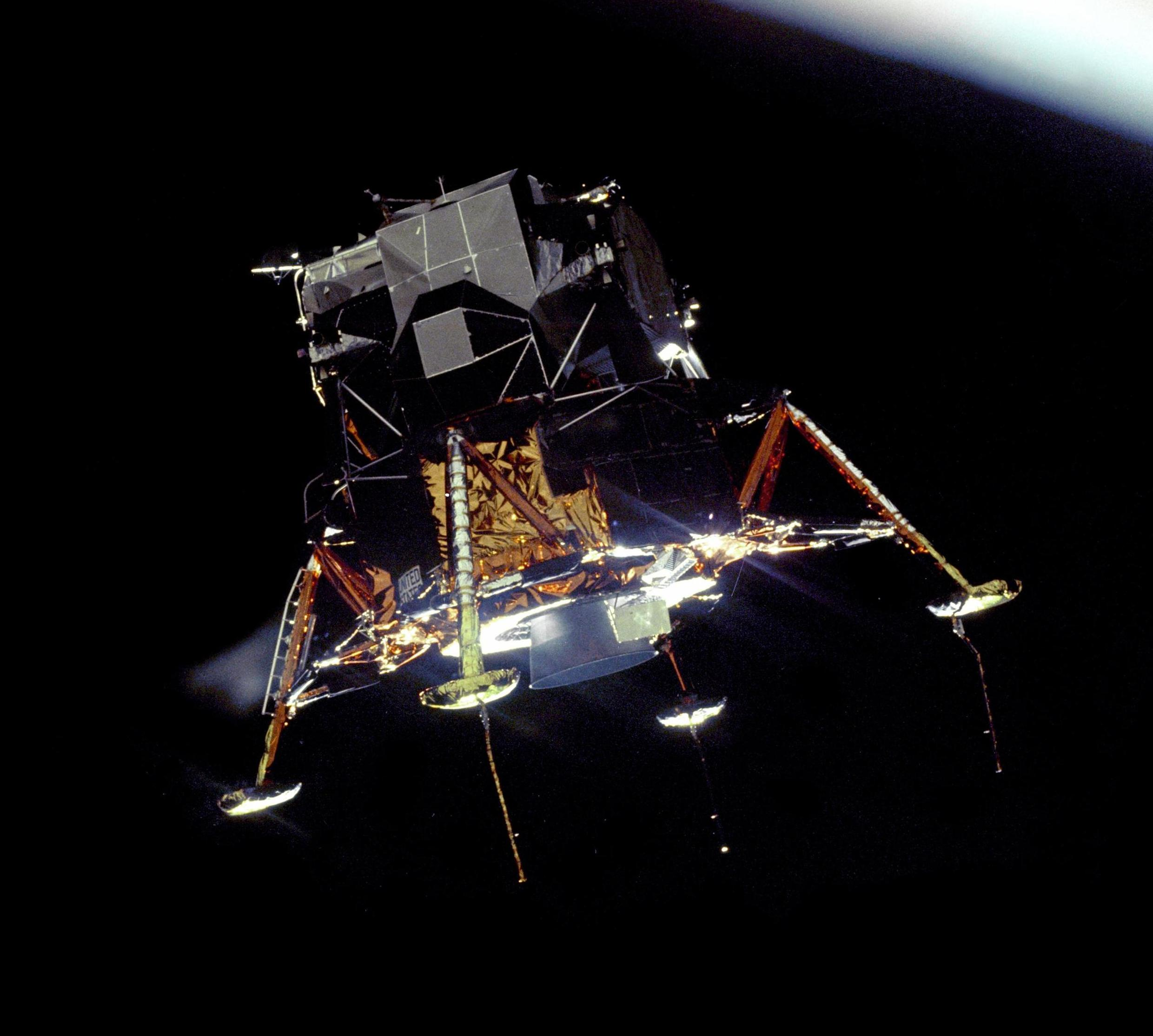
O Eagle em órbita lunar, fotografado a partir do Columbia em 20 de julho

A causa dos alarmes foi diagnosticada durante a missão como o radar de acoplamento estando na posição errada, fazendo com que o computador processasse  ao mesmo tempo dados tanto do radar de acoplamento quanto do radar de pouso. O engenheiro de software Don Eyles concluiu em 2005 que o problema se deu por um defeito de projeto visto anteriormente durante os testes do primeiro Módulo Lunar não tripulado na Apollo 5. Ter o radar de acoplamento ligado, para que assim estivesse pronto caso a alunissagem precisasse ser abortada, deveria ter sido irrelevante para o computador, porém uma incompatibilidade de fase elétrica entre duas partes do sistema do radar fez o computador achar que a antena estacionária estava mexendo entre dois pontos. O roubo de ciclo extra, enquanto o radar de acoplamento atualizava involuntariamente, causou os alarmes de programação.

### Alunissagem

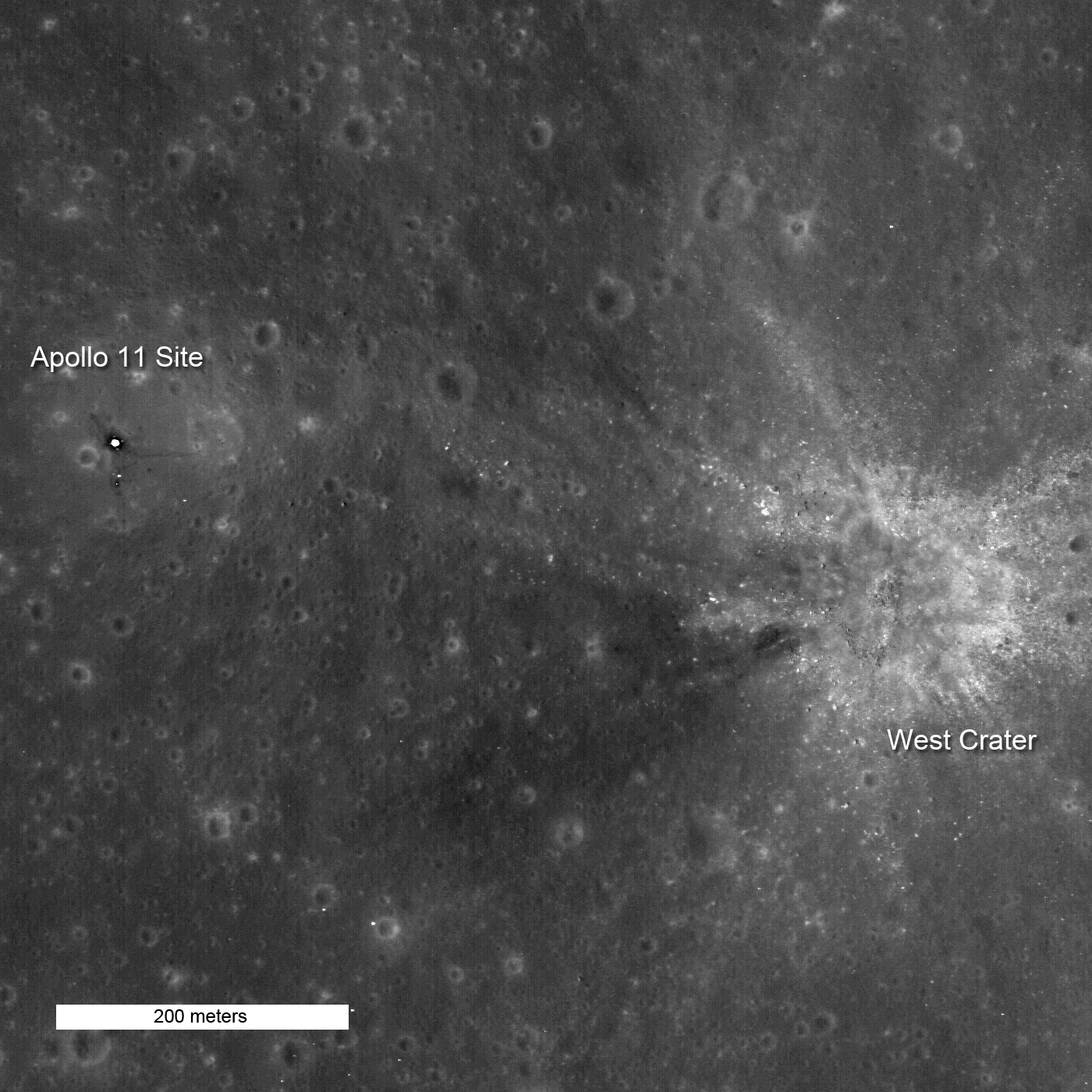
O local de alunissagem da Apollo 11 em relação à Cratera Oeste

Armstrong viu que o alvo de alunissagem do computador estava em uma área pedregosa próxima de uma cratera de 91 metros de diâmetro, depois determinada como sendo a Cratera Oeste, assim assumiu o controle semiautomático. Armstrong considerou alunissar próximo do campo pedregoso para que assim pudessem coletar amostras geológicas, porém não foi capaz pois a velocidade horizontal do Módulo Lunar era muito alta. Aldrin informou os dados de navegação durante a descida já que Armstrong estava ocupado pilotando o Eagle. A nave já estava a 33 metros da superfície e os astronautas sabiam que seu suprimento de combustível estava acabando, com Armstrong estando determinado a alunissar no primeiro local possível.
Armstrong encontrou um pedaço limpo de superfície e manobrou a nave. Descobriu, agora a 76 metros da superfície, que seu novo local de alunissagem tinha uma cratera. Passou da cratera e encontrou outro local nivelado. O Eagle nesse momento estava a trinta metros da superfície e com apenas noventa segundos de combustível restante. Poeira levantada pelos motores do Módulo Lunar começaram a atrapalhar sua capacidade de determinar a movimentação da nave. Algumas pedras maiores sobressaíam-se em meio da poeira e Armstrong decidiu focar nelas durante a descida para que pudesse determinar sua velocidade.
Uma luz informou Aldrin que uma das sondas de 170 centímetros nos trens de pouso do Eagle tinha tocado na superfície, com ele dizendo: "Luz de contato!". Armstrong deveria ter desligado os motores imediatamente, pois os engenheiros achavam que a pressão causada pelos exaustores dos motores refletindo na superfície lunar poderia fazer com que explodissem, porém ele esqueceu. O Eagle alunissou três segundos depois e Armstrong desligou os motores. Aldrin imediatamente disse "Certo, parada do motor. ACA – fora de linguete". Armstrong confirmou: "Fora de linguete. Auto". Aldrin continuou: "Modo de controle – ambos auto. Comando do motor de descida desligado. Braço do motor – desligado. 413 funcionando".
O ACA era o conjunto de controle de atitude, o joystick de controle. Suas movimentações eram passadas para o Computador de Orientação a fim de comandar os propulsores do sistema de controle de reação. "Fora de linguete" significava que o joystick tinha se movido para fora da posição central; ele era centralizado como os indicadores de seta de um automóvel. O indicativo 413 do Computador de Orientação continha a variável que informava que o Módulo Lunar tinha alunissado.
O Eagle alunissou às 20h17min40s UTC de domingo, 20 de julho de 1969, tendo por volta de 25 segundos de combustível restante. A alunissagem da Apollo 11 foi realizada com menos combustível do que em missões posteriores e com um aviso prematuro de pouco combustível. Concluiu-se mais tarde que isso se deu pois o combustível "sacudiu" muito mais do que o esperado, o que descobriu o sensor. Mais defletores anti-sacudida foram adicionados nas missões seguintes com o objetivo de impedir isso.
Armstrong confirmou a finalização das checagens pós-alunissagem realizadas por Aldrin dizendo "Braço do motor está desligado"; em seguida ele respondeu a Charles Duke, o CAPCOM, informando que "Houston, aqui é Base da Tranquilidade. O Eagle pousou". A mudança inesperada da chamada de Armstrong de "Eagle" para "Base da Tranquilidade" enfatizou aos ouvintes que a alunissagem da Apollo 11 fora bem-sucedida. Duke pronunciou errado sua resposta enquanto expressava o alívio do Controle da Missão: "Entendido, Twan— Tranquilidade. Nós te copiamos no solo. Vocês fizeram vários caras ficarem azuis. Estamos respirando novamente. Muito obrigado".
Aldrin entrou em contato com a Terra duas horas e meia após a alunissagem e antes do início das preparações para a atividade extraveicular:
| “ | Aqui é o piloto do [Módulo Lunar]. Eu gostaria de aproveitar esta oportunidade para pedir para que cada pessoa que estiver ouvindo, quem quer que seja e onde quer que esteja, que pare por um momento e contemple os eventos das últimas horas e agradeça à sua própria maneira. | ” |

Ele então comungou particularmente. A NASA na época estava em meio a um processo judicial iniciado pela ateia Madalyn Murray O'Hair, que se opôs à leitura do Gênesis pela Apollo 8 e exigia que os astronautas não transmitissem atividades religiosas do espaço. Dessa forma, Aldrin preferiu não mencionar diretamente que estava tomando a comunhão na Lua. Era um ancião na Igreja Presbiteriana Webster e seu kit de comunhão fora preparado por seu pastor, Dean Woodruff. A Igreja Webster possuí até hoje o cálice usado por Aldrin e comemora o evento anualmente no domingo mais próximo do dia 20 de julho. O cronograma da missão pedia que os astronautas dormissem por cinco horas depois da alunissagem, porém os dois preferiram antecipar as preparações para a atividade extraveicular por acharem que não seriam capazes de dormir.

### Caminhada
As preparações para a atividade extraveicular começaram às 23h43min UTC. Elas demoraram mais do que o esperado: três horas e meia em vez de duas. Tudo que era necessário tinha sido disposto organizadamente durante os treinamentos na Terra, porém na Lua a cabine do Módulo Lunar estava cheia de outros itens, além de listas de checagens, pacotes de comida e ferramentas. O Eagle foi despressurizado assim que Armstrong e Aldrin finalmente ficaram prontos para saírem. A escotilha foi aberta às 2h39min33s UTC. Armstrong inicialmente teve dificuldades de passar pela escotilha junto com seu sistema portátil de suporte de vida. Alguns dos maiores batimentos cardíacos registrados dos astronautas da Apollo ocorreram durante a saída e volta do Módulo Lunar. Começou sua descida até a superfície lunar às 2h51min. Os controles da unidade de controle remoto em seu peito impediram que Armstrong enxergasse seus pés. Enquanto descida pela escada de nove degraus ele acionou um botão para estender a montagem de armazenamento de equipamentos modulares que estava dobrada na lateral do Eagle e ligar a câmera.
A Apollo 11 usou uma televisão de varredura lenta incompatível com os televisores de transmissão, assim as imagens foram exibidas em um monitor especial filmado por uma câmera convencional, o que muito reduziu a qualidade da imagem. O sinal foi recebido no Complexo de Comunicações Espaciais Goldstone nos Estados Unidos, porém em melhor qualidade na Estação de Rastreamento Honeysuckle Creek perto de Camberra na Austrália. O sinal foi transferido minutos depois para o Observatório Parkes, também na Austrália. Apesar de algumas dificuldades técnicas, imagens espectrais em branco e preto da primeira atividade extraveicular lunar foram recebidas e transmitidas para pelo menos seiscentas milhões de pessoas ao redor do mundo. Cópias do vídeo no formato de transmissão foram salvos e estão amplamente disponíveis, porém gravações da transmissão de varredura lenta foram provavelmente destruídas durante a reutilização rotineira das fitas magnéticas da NASA.

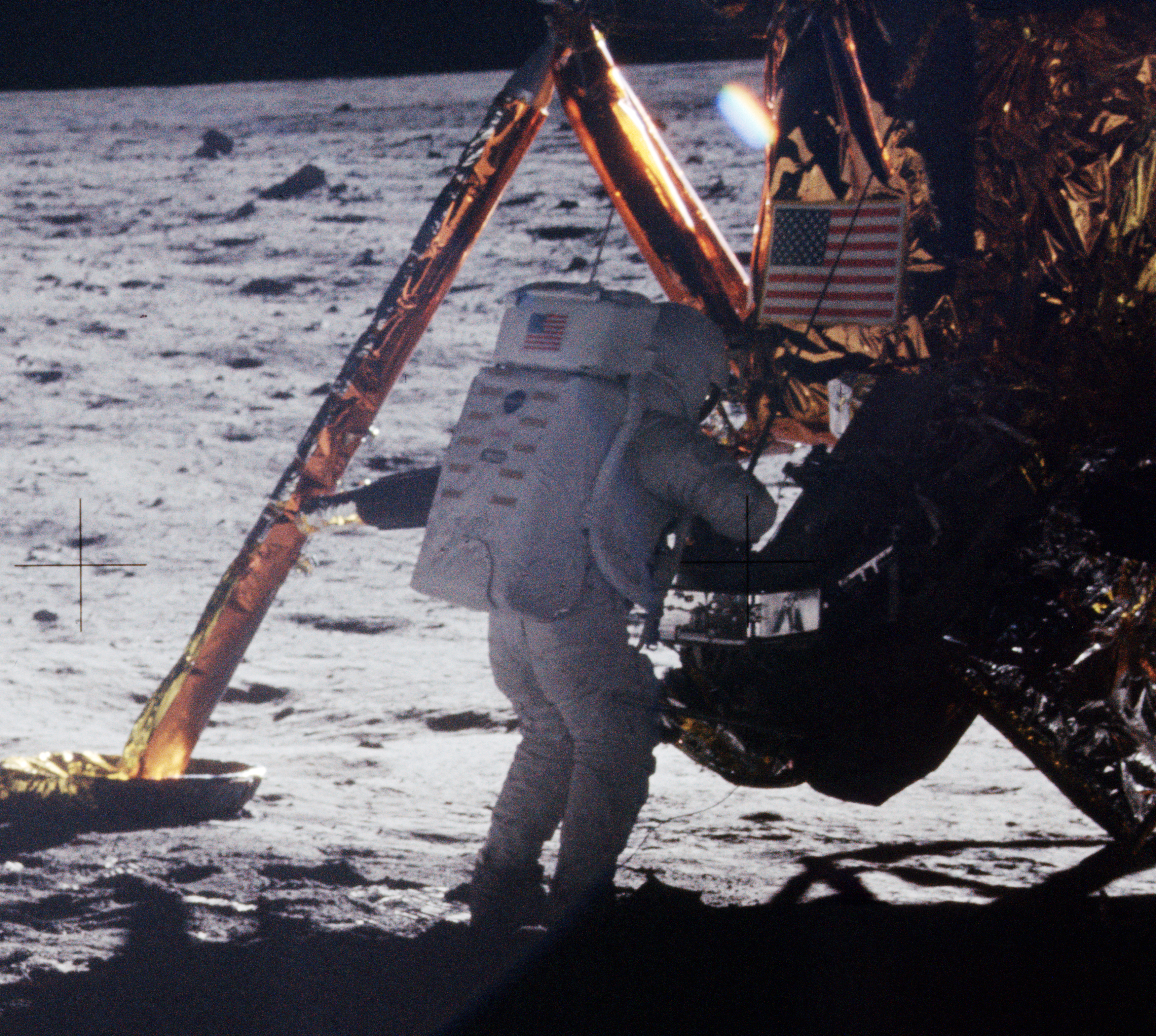
Armstrong trabalhando no Módulo Lunar. Esta é uma de suas únicas fotografias na superfície, já que na maior parte do tempo foi ele quem ficou com a câmera

Armstrong descobriu uma placa montada no estágio de descida do Módulo Lunar contendo dois desenhos da Terra (os hemisférios ocidental e oriental), as assinaturas dos três astronautas e do presidente Nixon, além de uma inscrição que dizia: "Aqui, homens do planeta Terra pela primeira vez pisaram sobre a Lua, julho de 1969 D.C. Nós viemos em paz por toda a humanidade". Armstrong descreveu a poeira da superfície como "muito bem granulada" e "quase como um pó" e em seguida pisou fora do trem de pouso do Eagle às 2h56min15s UTC. Disse: "É um pequeno passo para [um] homem, um salto gigante para a humanidade".
A intenção de Armstrong era dizer "É um pequeno passo para um homem", porém o "um" não é audível na transmissão e assim não foi inicialmente relatado pela maioria dos observadores da transmissão ao vivo. O astronauta, posteriormente ao ser perguntado sobre a frase, disse que acreditava ter falado "para um homem", com versões subsequentes da citação incluindo o artigo entre colchetes. Explicações para a falta da palavra incluem o sotaque de Armstrong unindo as duas palavras em uma coisa só e a qualidade da transmissão de áudio e vídeo entre Lua e Terra a obscureceram, principalmente por causa de tempestades perto do Observatório Parkes. Análises recentes são contraditórias sobre a existência ou não do "um" em meio a estática.
Armstrong coletou uma amostra de contingência do solo aproximadamente sete minutos depois de pisar na Lua através de uma sacola presa na extremidade de uma vara. Ele então dobrou a sacola e guardou no bolso de sua coxa direita. Isto era para garantir que haveria um pouco de solo lunar para levar de volta para a Terra caso uma emergência forçasse os dois astronautas a abortarem a atividade extraveicular e retornarem rapidamente para o Módulo Lunar. Ele tirou a câmera de televisão de seu suporte doze minutos depois disso e fez um panorama da paisagem, colocando-a em seguida em um tripé. O cabo da câmera ficou parcialmente enrolado, fazendo com que os astronautas corressem o risco de tropeçarem durante todo o tempo fora da nave. Fotografias foram tiradas com uma câmera Hasselblad que podia ser operada manualmente ou montada no traje espacial Apollo A7L de Armstrong. Aldrin então juntou-se a Armstrong na superfície. Descreveu a vista simplesmente como uma "magnífica desolação".

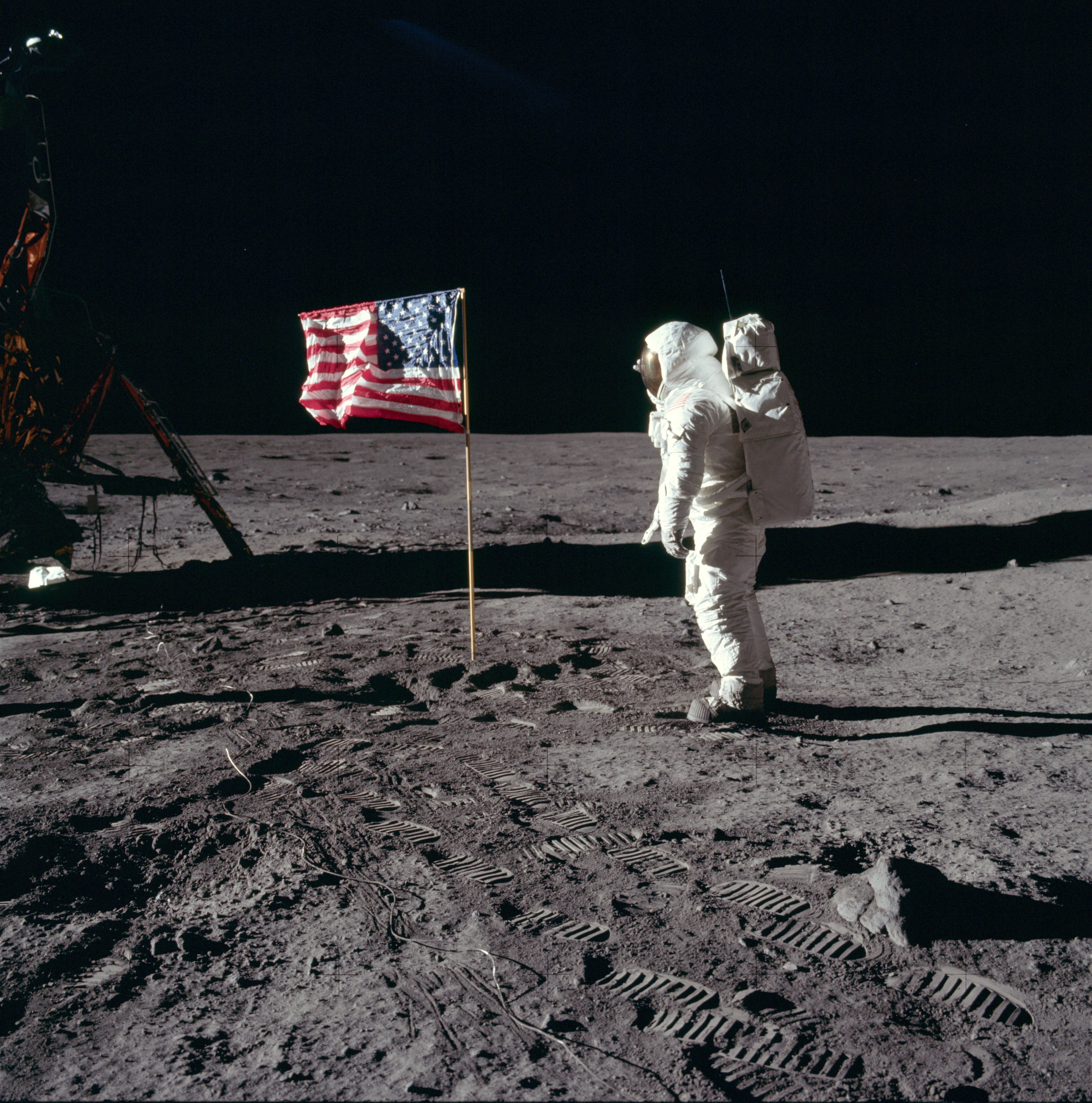
Aldrin prestando continência à bandeira dos Estados Unidos

Armstrong afirmou que se mover na gravidade lunar era "mais fácil do que nas simulações... Não há absolutamente problema algum em andar". Aldrin também testou métodos de se movimentar, incluindo pequenos saltos. A mochila do sistema de suporte de vida tinha a tendência de escorregar para trás, porém nenhum dos astronautas teve grandes problemas em manter o equilíbrio. Saltitar tornou-se o método preferido de movimentação. Os dois relataram que precisavam planejar seus movimentos seis ou sete passos antecipadamente. O solo era fino e muito escorregadio. Aldrin comentou que não havia mudanças de temperatura dentro do traje ao ir da luz do Sol para a sombra do Eagle, porém que o capacete parecia mais quente sob o Sol, assim sentiu que na sombra era mais fresco. A montagem de armazenamento de equipamentos modulares não foi uma plataforma estável de trabalho por ter ficado na sombra, o que atrasou um pouco o trabalho. Os astronautas chutaram poeira cinza enquanto andavam que acabou ficando presa em seus trajes.
Os astronautas plantaram na superfície uma bandeira dos Estados Unidos, bem diante do campo de visão da câmera de televisão. Aldrin depois falou: "De todos os trabalhos que eu tinha de fazer na Lua, aquele que eu queria que fosse o mais tranquilo era hastear a bandeira". Entretanto, os dois tiveram dificuldades com a haste telescópica e só conseguiram enfiar o mastro apenas cinco centímetros na dura superfície lunar. Aldrin tinha medo de que ela caísse em frente dos telespectadores, porém deu uma "pura saudação de West Point". Antes que ele pudesse fotografar Armstrong com a bandeira, Nixon falou com os dois através de uma transmissão de rádio-telefone que o presidente definiu como "o telefonema mais histórico já feito". Nixon originalmente tinha preparado um discurso maior para ser lido durante o telefonema, porém Borman, que estava na Casa Branca como oficial de ligação, convenceu o presidente a ser breve.
| “ | Nixon: Alô, Neil e Buzz. Estou falando com vocês por telefone da Sala Oval na Casa Branca. E este certamente deve ser o telefonema mais histórico já feito. Não posso lhes dizer o quão orgulhosos todos nós estamos do que vocês fizeram. Para cada americano, este tem de ser o dia mais orgulhoso de suas vidas. E para todas as pessoas do mundo, tenho certeza que elas também se juntarão aos americanos em reconhecimento do enorme feito que isto é. Por causa do que vocês fizeram, os céus tornaram-se parte do mundo do homem. E enquanto vocês conversam conosco do Mar da Tranqulidade, isto nos inspira a redobrar nossos esforços para levar paz e tranquilidade para a Terra. Por um momento inestimável em toda a história do homem, todas as pessoas nesta Terra são verdadeiramente uma: uma em seu orgulho do que vocês fizeram e uma em nossas orações para que retornem em segurança para a Terra. Armstrong: Obrigado, Sr. Presidente. É uma grande honra e privilégio para nós estarmos aqui, representando não apenas os Estados Unidos, mas homens de paz de todas as nações, e com interesse e curiosidade, e homens com uma visão para o futuro. É uma honra para nós sermos capazes de participar hoje e aqui. | ” |

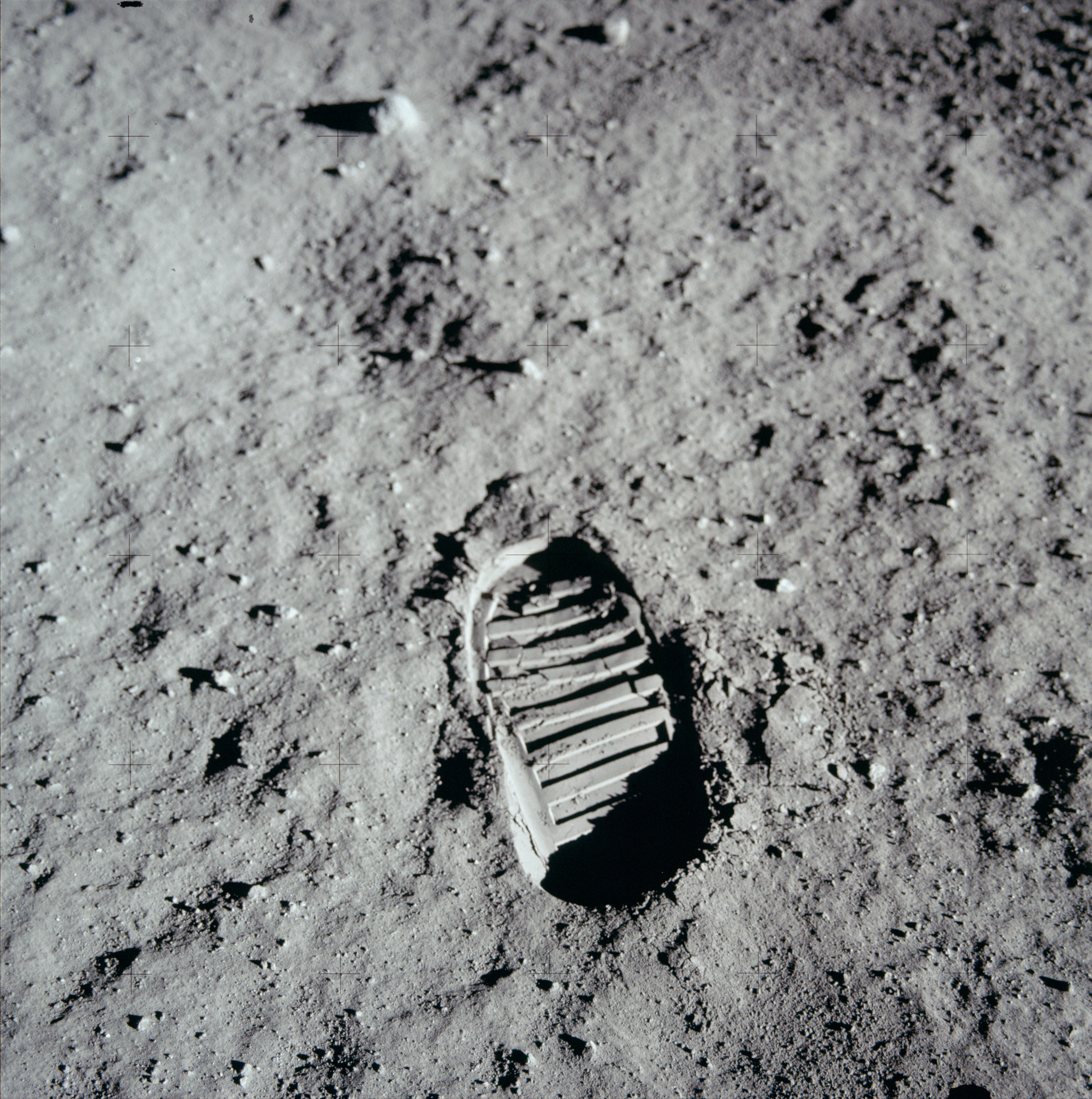
Pegada de Aldrin na superfície da Lua, parte de um experimento sobre as propriedades do regolito lunar

Os astronautas armaram o Pacote Inicial de Experimentos Científicos da Apollo, que incluía um pacote de experimentos sísmicos passivos usados na medição de terremotos e uma matriz retrorrefletora empregada no experimento de Alcance de Laser Lunar. Armstrong em seguida caminhou sessenta metros do Eagle a fim de fotografar a extremidade da Pequena Cratera Oeste enquanto Aldrin coletava amostras cilíndricas. Ele usou um martelo de geólogo para bater nos tubos, a única vez que o martelo foi usado na missão, porém não foi capaz de penetrar mais de quinze centímetros no solo. Os astronautas então coletaram amostras de pedras usando colheres e pinças em cabos de extensão. Muitas das atividades de superfície duraram mais do que o esperado, assim precisaram parar de documentar as amostras na metade dos 34 minutos reservados para a tarefa. Aldrin colocou seis quilogramas de solo na caixa das pedras para que fossem embaladas com firmeza. Dois tipos de rochas foram encontradas nas amostras geológicas: basalto e brecha. Três novos minerais foram descobertos nas amostras coletadas: armalcolita, tranqulitita e piroxferrita. Armalcolita foi nomeada em homenagem a Armstrong, Aldrin e Collins. Todos foram posteriormente encontrados também na Terra.
O Controle da Missão usou uma mensagem codificada a fim de informar Armstrong que seus índices metabólicos estavam altos e que seria melhor ele prosseguir mais devagar. O astronauta estava se movendo muito rápido de tarefa em tarefa enquanto o tempo acabava. O Controle da Missão concedeu quinze minutos a mais de atividade extraveicular porque os índices metabólicos dos dois astronautas permaneceram menores do que era o esperado. Armstrong explicou décadas depois que a NASA limitou o tempo da caminhada lunar e a distância atravessada porque eles não possuíam provas empíricas da quantidade de água de resfriamento que as mochilas dos astronautas consumiriam a fim de lidar com o calor gerado pelos seus corpos enquanto trabalhavam na Lua.

### Subida
Aldrin entrou no Eagle primeiro. Os astronautas conseguiram com alguma dificuldade levantar os filmes e as caixas contendo 21,55 quilogramas de amostras da superfície para a escotilha do Módulo Lunar usando um dispositivo de polia de cabo chamado de Transportador de Equipamento Lunar. Este mostrou-se uma ferramenta bem ineficiente e, em missões posteriores, o método preferível de se carregar equipamentos e amostras foi na mão. Armstrong lembrou Aldrin sobre um saco de itens memoriais dentro do bolso de sua manga, com o segundo passando-o para o primeiro. Armstrong então pulou para o terceiro degrau da escada e subiu no Módulo Lunar, transferindo o suporte de vida para aquele do Eagle. Os astronautas diminuíram o peso do estágio de subida ao jogarem fora suas mochilas com o suporte de vida portátil, galochas lunares, uma câmera Hasselblad vazia e outros equipamentos. A escotilha foi fechada às 5h01min UTC. Eles pressurizaram o Módulo Lunar e foram dormir.

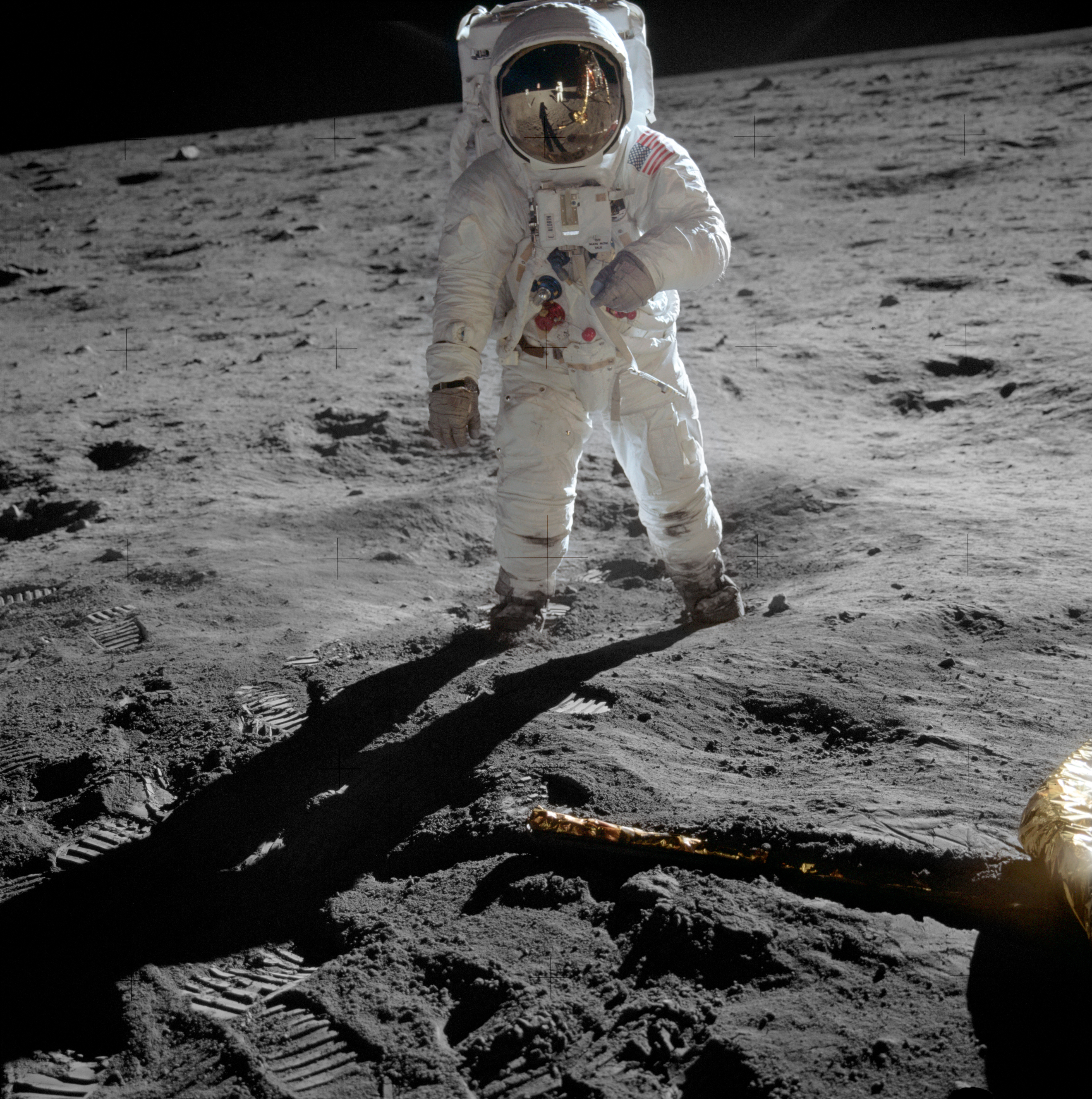
Aldrin na superfície lunar; o reflexo de Armstrong pode ser visto no visor

William Safire, autor dos discursos de Nixon, preparou Em Caso de Desastre na Lua para ser lido pelo presidente na televisão caso os astronautas da Apollo 11 ficassem presos na Lua. O plano de contingência originou-se de um memorando de Safire para H. R. Haldeman, o Chefe de Gabinete da Casa Branca de Nixon, em que o autor sugeria um protocolo que o governo poderia seguir em reação a tal desastre. Segundo esse plano, o Controle da Missão iria "cortar comunicações" com o Módulo Lunar e um clérigo iria "louvar suas almas ao mais profundo do profundo" em um ritual público semelhante a um sepultamento no mar. A última frase do texto preparado continha uma alusão ao poema "The Soldier", escrito por Rupert Brooke na Primeira Guerra Mundial.
Aldrin, enquanto se movimentava dentro da cabine, acidentalmente quebrou um disjuntor que deveria armar o motor principal para decolarem da Lua. Houve uma preocupação que isto impediria o motor de ligar, deixando-os presos na Lua. Uma caneta de ponta de feltro foi o suficiente para ativar o interruptor; caso isso não tivesse funcionado, os circuitos do Módulo Lunar poderiam ter sido reconfigurados a fim de permitir que o motor de ascensão fosse ligado do mesmo jeito.
Além de instrumentos científicos, da placa marcando a primeira alunissagem e dos itens descartados do Módulo Lunar, os astronautas também deixaram na Lua: um emblema da Apollo 1 em memória dos astronautas Gus Grissom, Edward White e Roger Chaffee, que morreram em janeiro de 1967 quando o módulo de comando pegou fogo durante um teste; uma medalha soviética em homenagem a Gagarin, o primeiro humano no espaço que tinha morrido em um acidente aéreo em 1968; outra medalha soviética em homenagem ao cosmonauta Vladimir Komarov, que morreu em 1967 durante a Soyuz 1 quando seu paraquedas não abriu na reentrada; uma sacola contendo uma replica em ouro de um ramo de oliveira, simbolizando a natureza pacífica da missão; e um disco de silício contendo mensagens de boa vontade dos presidentes Eisenhower, Kennedy, Johnson e Nixon junto com a de líderes de 73 países ao redor do mundo. O disco também continha uma lista da liderança do Congresso dos Estados Unidos, uma lista dos membros dos quatro comitês do Senado e Câmara dos Representantes responsáveis pela legislação da NASA, e por fim os nomes dos executivos passados e presentes da NASA.
Os dois astronautas descansaram por sete horas e foram acordados pelo Controle da Missão para se prepararem para o voo de retorno. Eles ligaram o motor de subida do Eagle duas horas depois, às 17h54min00s UTC, e foram se reencontrar com Collins a bordo do Columbia em órbita. Imagens do Módulo Lunar enquanto decola da Lua revelam que a bandeira, plantada a oito metros de distância, balançou violentamente com a exaustão do motor de subida. Aldrin olhou para fora em tempo de ver o mastro cair: "O estágio de subida do [Módulo Lunar] separou... Eu estava concentrado nos computadores e Neil estava estudando o indicador de atitude, porém olhei tempo o bastante para ver a bandeira cair". Missões posteriores geralmente plantaram as bandeiras mais longe do Módulo Lunar a fim de impedir que fossem derrubadas pela exaustão do motor de subida.

### Em órbita
Collins nunca se sentiu solitário durante o dia que passou orbitando a Lua sozinho a bordo do Módulo de Comando e Serviço. Apesar de ter sido dito que "desde Adão nenhum humano conheceu tal solidão", ele se sentiu muito parte da missão. Collins escreveu alguns anos depois que "esta ventura foi estruturada para três homens e eu considerei que meu terço era tão necessário quanto os outros dois". Passava 48 minutos sem contato de rádio com a Terra toda vez que o Columbia passava atrás da Lua, porém Collins relatou que o sentimento que sentiu não foi de medo ou solidão, mas sim de "consciência, antecipação, satisfação, confiança, quase exultação".
Uma das tarefas de Collins era tentar identificar visualmente o Módulo Lunar na superfície. O Controle da Missão, para tentar ajudá-lo a ter uma ideia de onde olhar, informou que acreditavam que Eagle tinha alunissado aproximadamente 6,5 quilômetros de distância do local alvo. Ele inspecionou a possível área de pouso toda vez que sobrevoava a área, porém mesmo assim não conseguiu avistar o Módulo Lunar. Collins também realizou atividades de manutenção em uma de suas passagens atrás da Lua, como despejar o excesso de água produzida pelas células de combustível e preparar a cabine para o retorno de Amrstrong e Aldrin.
O Controle da Missão informou Collins sobre um problema no resfriador pouco antes do Columbia passar atrás da Lua em sua terceira órbita. Partes do módulo poderiam congelar caso ficasse muito frio. Foi aconselhado a assumir o controle manual e implementar o Procedimento 17 de Mal-Funcionamento do Sistema de Controle Ambiental. Em vez disso, Collins mudou o interruptor de automático para manual e depois de volta para automático, prosseguindo com suas tarefas normais, mas sempre prestando atenção na temperatura. Ele relatou que o problema fora resolvido depois do Columbia retomar o contato com a Terra. Descreveu seu tempo atrás da Lua nas órbitas seguintes como "relaxante". Collins dormiu depois de Armstrong e Aldrin terem completado a atividade extraveicular para que assim estivesse descansado para o reencontro. O plano de voo tinha o Eagle indo reencontrar o Columbia, porém Collins se preparou para certas contingências em que precisaria voar o Módulo de Comando e Serviço até o Módulo Lunar.

### Retorno

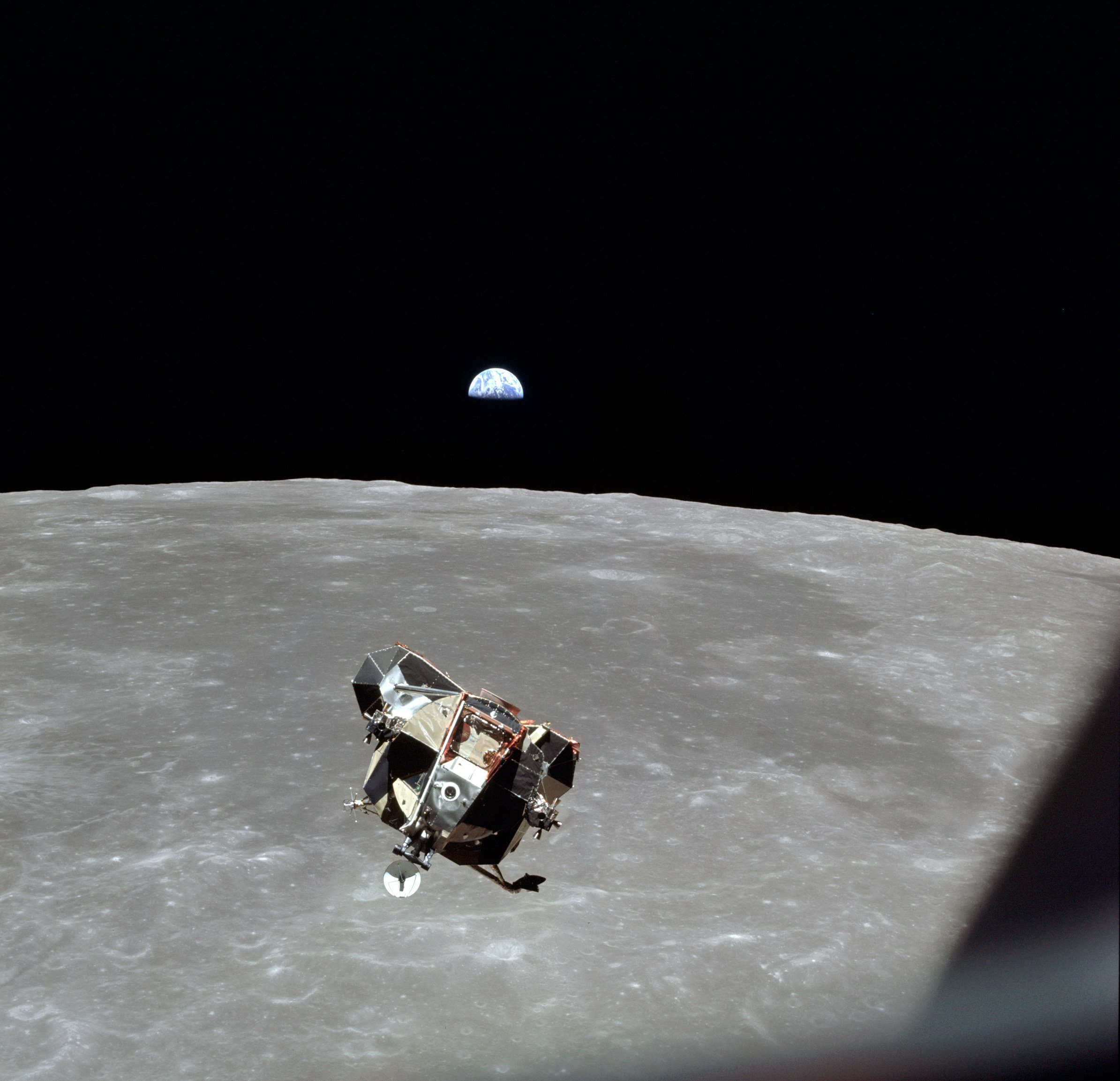
O Eagle voltando da superfície lunar, fotografado do Columbia em 21 de julho

O Eagle reencontrou com o Columbia às 21h24min UTC do dia 21 de julho, com os dois acoplando onze minutos depois. O estágio de subida foi descartado na órbita lunar às 23h41min UTC. Foi comentado pouco antes do voo da Apollo 12 em novembro que o Eagle provavelmente ainda estava orbitando a Lua. Relatórios posteriores da NASA mencionaram que a órbita do Módulo Lunar tinha decaído e que ele tinha caído em um "local desconhecido" na superfície lunar.
Em 23 de julho, a última noite antes da amerrissagem, os três astronautas fizeram uma transmissão em que Collins comentou:
| “ | ...o foguete Saturno V, que nos colocou em órbita, é uma peça de equipamento incrivelmente complicada, cada peça do qual funcionou perfeitamente... Sempre tivemos confiança que o equipamento funcionaria corretamente... Tudo isso só foi possível por meio do sangue, suor e lágrimas de muitas pessoas... Tudo o que vocês veem são nós três, porém debaixo da superfície estão milhares e milhares de outros, para todos os quais eu gostaria de dizer, 'Muito obrigado'. | ” |

Aldrin adicionou:
| “ | Isto foi muito mais do que três homens em uma missão para a Lua; mais ainda do que os esforços de um governo e equipe industrial; ainda mais do que os esforços de uma nação. Sentimos que isto permanece como um símbolo da curiosidade insaciável de toda humanidade para explorar o desconhecido... Pessoalmente, ao refletir sobre os eventos dos últimos dias, um verso dos Salmos vem à cabeça. 'Quando vejo os teus céus, obra dos teus dedos, a lua e as estrelas que preparaste; Que é o homem mortal para que te lembres dele? e o filho do homem, para que o visites?' | ” |

Armstrong concluiu:
| “ | A responsabilidade por este voo jaz primeiro com a história e com os gigantes da ciência que precederam este esforço; em seguida com o povo americano, que, por meio de sua vontade, indicaram seu desejo; em seguida, com quatro governos e seus congressos, por implementarem essa vontade; e então, com a agência e equipes industriais que construíram nossa espaçonave, o Saturno, o Columbia, o Eagle, e a pequena EMU, o traje espacial e mochila que foi nossa pequena espaçonave na superfície lunar. Gostaríamos de dar agradecimentos especiais para todos os americanos que construíram essas espaçonaves; que fizeram a construção, projeto, os testes e colocaram seus corações e suas habilidades nesses ofícios. Para essas pessoas esta noite, damos nossos agradecimentos especiais, e para todas as outras pessoas que estão ouvindo ou assistindo esta noite, Deus os abençoe. Boa noite da Apollo 11. | ” |

Um rolamento na antena da estação de rastreamento em Guam falhou durante a viagem de volta para a Terra, potencialmente impedindo a comunicação entre a Apollo 11 e o Controle da Missão durante a última parte do retorno. Consertos regulares não eram possíveis no tempo disponível, porém Charles Force, o diretor da estação, fez com que seu filho de dez anos Greg usasse suas mãos pequenas para poder alcançar o equipamento e passar graxa. Armstrong depois enviou uma carta de agradecimento a Greg.

### Amerissagem
O porta-aviões USS Hornet, sob o comando do capitão Carl J. Seiberlich, foi selecionado em 5 de junho como a embarcação de recuperação primária para a Apollo 11, substituindo seu irmão o navio de assalto anfíbio USS Princeton, que havia recuperado a Apollo 10 em 26 de maio. O Hornet na época estava em seu porto de origem em Long Beach, Califórnia. O navio chegou em Pearl Harbor no Havaí em 5 de julho e embarcou helicópteros Sikorsky SH-3 Sea King da HS-4, uma unidade especializada na recuperação das naves Apollo, mergulhadores especializados do Destacamento Apollo da Equipe de Demolição Submarina, uma equipe de recuperação da NASA composta por 35 pessoas e por volta de 120 representantes da imprensa. A maior parte dos aviões do Hornet foram deixados em Long Beach para liberar espaço. Equipamentos especiais de recuperação também foram carregados, incluindo um Módulo de Comando falso para treinamento.

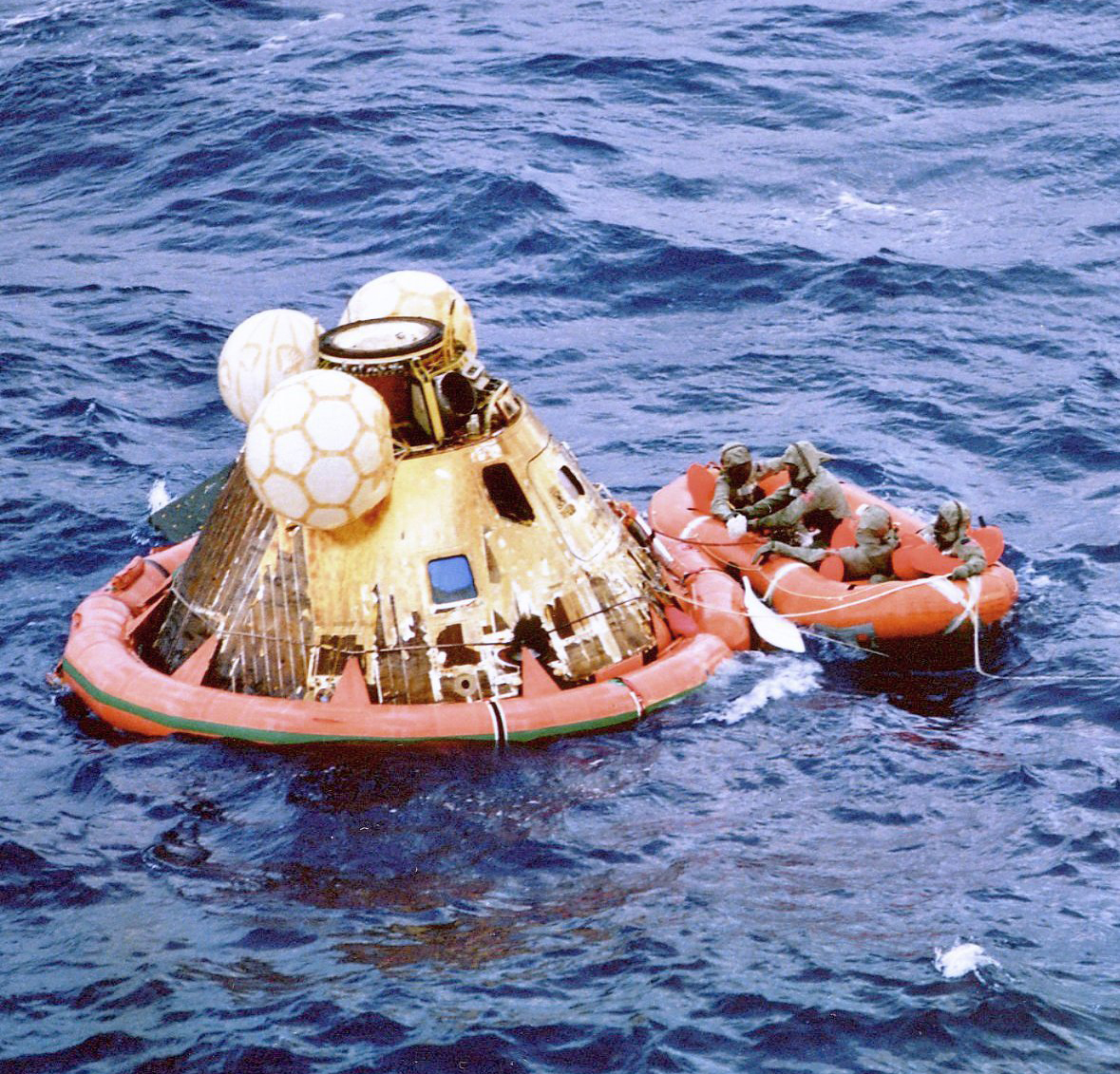
O Columbia no oceano junto com mergulhadores da marinha

O Hornet deixou Pearl Harbor em 12 de julho, enquanto a Apollo 11 ainda estava na plataforma de lançamento, em direção da zona de recuperação no centro do Oceano Pacífico, 268 quilômetros aos nordeste do Atol Wotje. Uma comitiva presidencial formada por Nixon, Borman, William P. Rogers e Henry Kissinger, os dois últimos respectivamente Secretário de Estado e Conselheiro de Segurança Nacional, viajaram no dia 23 para o Atol Johnston no Força Aérea Um e em seguida embarcaram no navio de comando USS Arlington através do Marine One. Passaram a noite no navio e no dia seguinte voaram no Marine One até o Hornet. Ao chegarem no porta-aviões a comitiva foi recepcionada pelo almirante John S. McCain Jr., comandante em chefe do Comando do Pacífico, e por Thomas O. Paine, o Administrador da NASA, que voaram de Pago Pago em uma das aeronaves de serviço do Hornet.
Satélites meteorológicos ainda não era comuns na época, porém o capitão Hank Brandli da força aérea teve acesso a imagens ultrassecretas de satélites espiões. Ele percebeu que havia uma tempestade indo em direção da área de recuperação. A má visibilidade era uma grande ameaça para a missão; caso os helicópteros não conseguissem encontrar o Columbia, a nave espacial, os astronautas e sua carga de material lunar poderiam ser perdidos. Brandli alertou o capitão Willard S. Houston Jr. da marinha, o comandante do Centro Meteorológico da Frota em Pearl Harbor, que tinha a autorização de segurança necessária. O contra-almirante Donald C. Davis, comandante das Forças de Recuperação de Espaçonaves Tripuladas, seguiu a recomendação deles e aconselhou a NASA a alterar a área de recuperação. Isto foi feito e uma nova foi pensada, 398 quilômetros de distância ao nordeste da original.
Isto também alterou o plano de voo. Uma sequência diferente de programas de computador precisou ser usada, uma que nunca tinha sido tentada antes. Em uma reentrada convencional, o programa P64 era seguido pelo P67. Para escapar de uma reentrada, P65 era entrado antes do P66 a fim de lidar com os novos caminhos de saída e entrada da escapada. Neste caso específico, por a Apollo 11 estar ampliando uma reentrada e não escapando dela, o P66 não foi usado e em vez disso o P65 levou diretamente para o P67. Os astronautas também foram informados de que não estariam em uma atitude de cabeça para baixo ao entrarem o P67. A aceleração do primeiro programa sujeitou a tripulação a uma velocidade de 65 metros por segundo, enquanto a segunda a sessenta metros por segundo.
O Hornet lançou quatro helicópteros Sea King e três Grumman E-1 Tracer pouco antes do amanhecer de 24 de julho. Dois dos Tracer foram designados como "chefões do ar", enquanto o terceiro atuou como retransmissora de comunicações. Dois dos Sea Kings carregavam mergulhadores e equipamentos de recuperação. O terceiro carregava equipamento fotográfico, enquanto o último estava com um nadador de descontaminação e o cirurgião de voo. Os paraquedas do Columbia abriram às 16h44min UTC (5h44min no horário local). Isto foi observado pelos helicópteros. A nave amerrissou sete minutos depois a 2 660 quilômetros ao leste da Ilha Wake, 380 quilômetros ao sul do Atol Johnston e 24 quilômetros de distância do Hornet. O Columbia virou de cabeça para baixo durante a amerissagem, porém foi colocado na posição correta por sacos de flutuação acionados pelos astronautas. Um dos helicópteros ficou pairando sobre a nave e um mergulhador prendeu uma âncora para impedir que ela ficasse à deriva. Outros mergulhadores prenderam colares de flutuação a fim de estabilizar o módulo e posicionar balsas para extrair os astronautas.

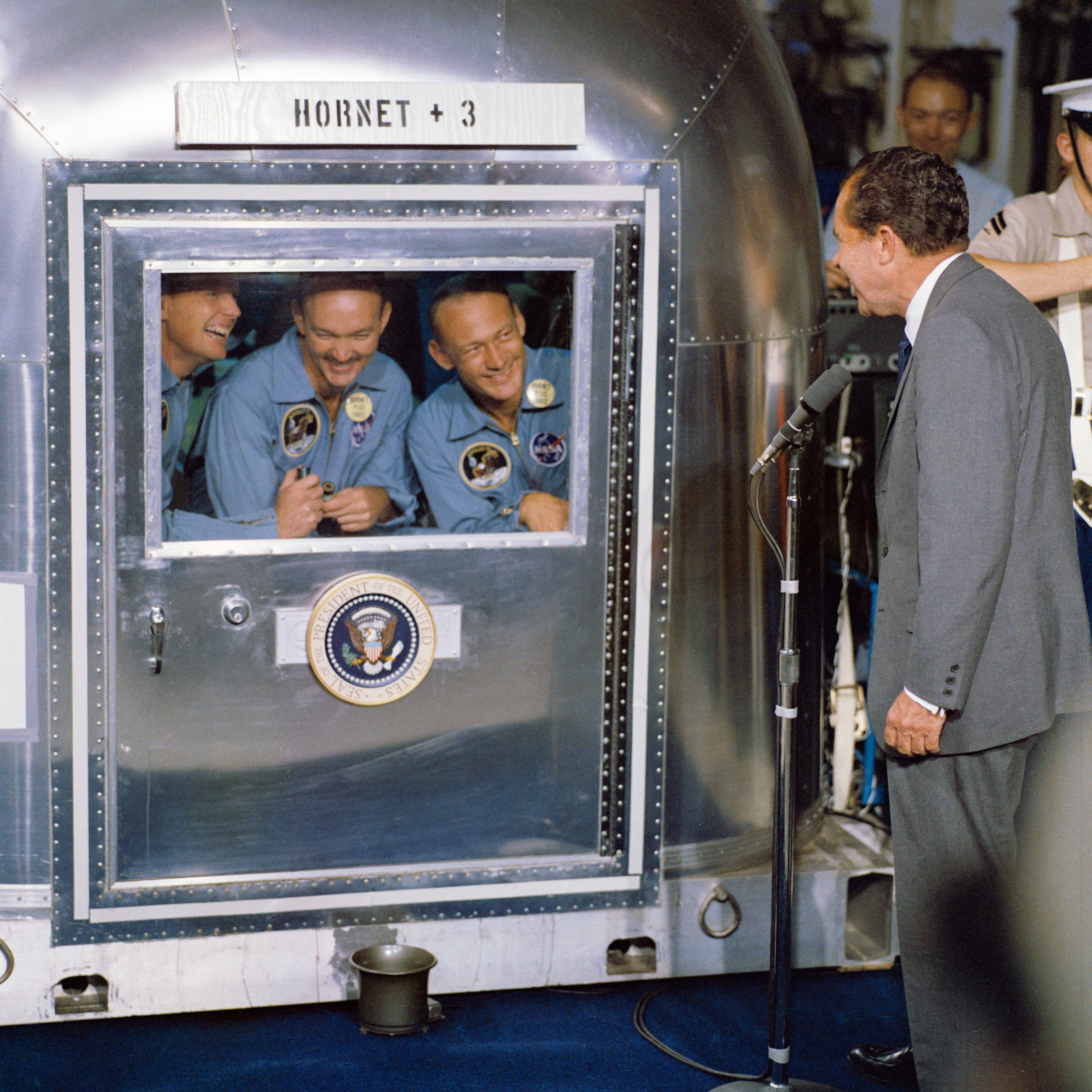
O presidente Nixon conversa com os astronautas em quarentena a bordo do Hornet em 24 de julho

Os mergulhadores passaram para os astronautas vestuários de isolamento biológico e os ajudaram a entrar na balsa. Era considerada remota a possibilidade de trazer de volta alguma espécie de agente patogênico da superfície lunar, porém mesmo assim a NASA tomou preocupações no local da recuperação. Uma solução de hipoclorito de sódio foi esfregada nos astronautas e o Columbia foi limpo com Betadine a fim de remover qualquer poeira lunar que ainda pudesse estar presente. Os astronautas então foram içados para dentro do helicóptero. Os vestuários de isolamento foram usados até os três chegarem nas instalações de isolamento no Hornet. A balsa contendo os materiais de descontaminação foi deliberadamente afundada após seu uso.
O helicóptero pousou no Hornet às 17h53min UTC e foi abaixado em um elevador até um hangar, onde os astronautas caminharam nove metros até entrarem na Instalação de Quarentena Móvel, iniciando assim a primeira parte de seu período de 21 dias em quarentena. Esta prática continuaria por mais duas missões, Apollo 12 e Apollo 14, até provar-se que a Lua era desprovida de qualquer forma de vida, depois do qual o processo de quarentena foi abandonado. Nixon recepcionou os astronautas de volta para a Terra e conversou com os três, dizendo que "Como resultado do que fizeram, o mundo nunca antes esteve mais próximo".
O Hornet foi colocado ao lado do Columbia, que foi içado para o convés por meio de um guindaste, colocado em cima de um carrinho e levado para o lado da instalação de quarentena. Ele em seguida foi anexado com a instalação por meio de um túnel flexível, permitindo que as amostras lunares, filmes, fitas de dados e outros itens fossem removidos. O porta-aviões voltou para Pearl Harbor e a instalação de quarentena foi colocada dentro de um avião Lockheed C-141 Starlifter, sendo transportada até o Centro de Espaçonaves Tripuladas. Os astronautas chegaram no Laboratório de Recebimento Lunar às 10h00min UTC de 28 de julho. O Columbia foi levado para a Ilha Ford para ser desativado. Em seguida foi transportado para a Base Aérea de Hickam e voado até Houston a bordo de um Douglas C-133 Cargomaster, chegando no Laboratório de Recebimento Lunar no dia 30.
Segundo a Lei de Exposição Extraterrestre, um conjunto de regulamentos promulgados pela NASA em 16 de julho a fim de codificar seu protocolo de quarentena, os astronautas continuaram em isolamento. Receberam atestados médicos de saúde limpa depois de três semanas, primeiro na nave Apollo, depois no Hornet e por fim no Laboratório de Recebimento Lunar. O Comitê Interinstitucional de Retro-Contaminação reuniu-se em Atlanta, Geórgia, em 10 de agosto e decidiu encerrar a quarentena sobre os astronautas e aqueles que foram isolados junto (o médico William Carpentier da NASA e o engenheiro de projeto John Hirasaki da Instalação de Quarentena Móvel), além do próprio Columbia. Alguns equipamentos da nave permaneceram em isolamento até as amostras lunares serem liberadas para estudo.

### Celebrações

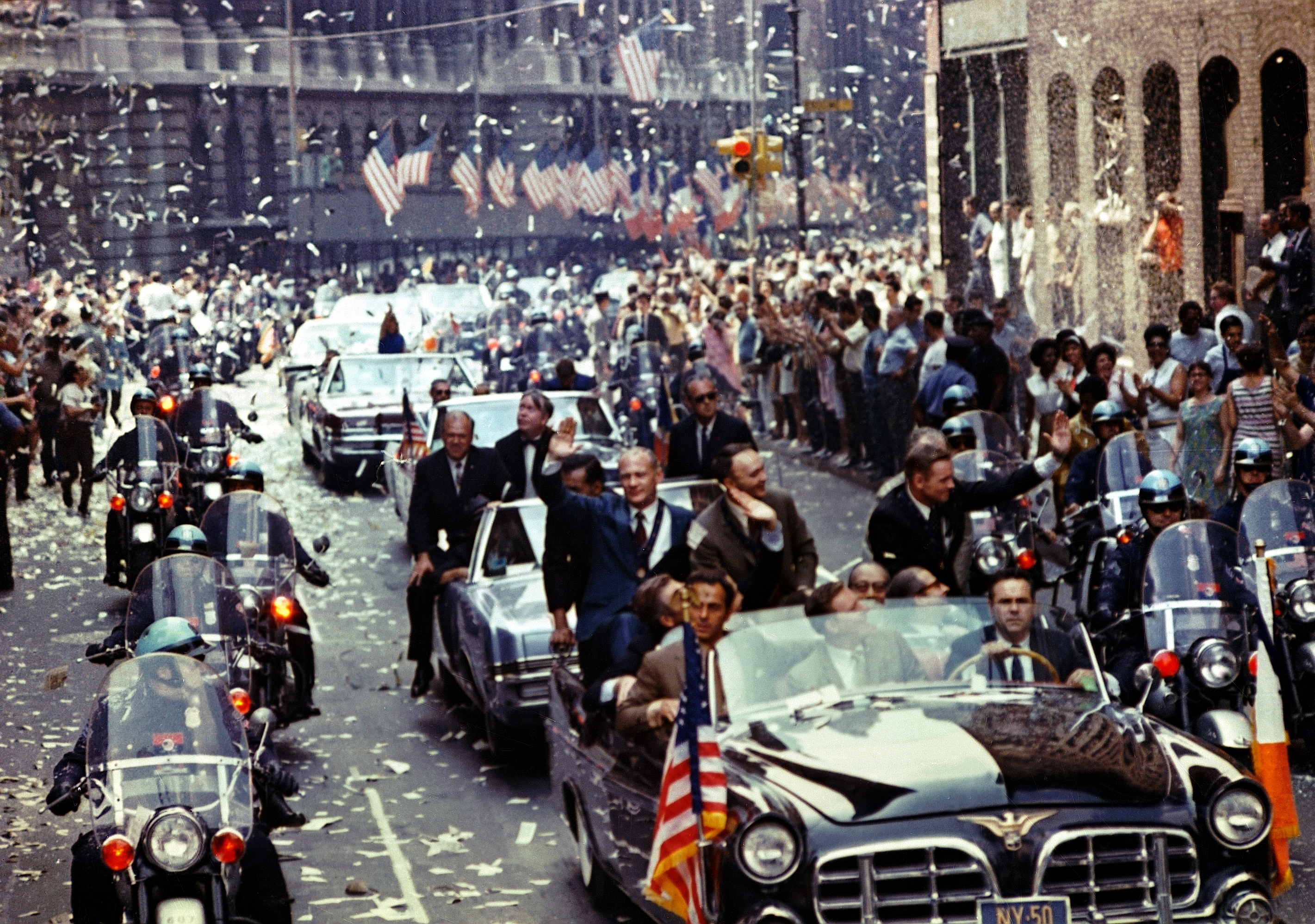
Aldrin, Collins e Armstrong desfilando em 13 de agosto de 1969 em Nova Iorque durante uma celebração pela Apollo 11

Os três astronautas desfilaram em enormes paradas de celebração realizadas em 13 de agosto em suas homenagens em Nova Iorque e Chicago, com as estimativas colocando o público presente em aproximadamente seis milhões de pessoas. Na noite do mesmo dia no The Century Plaza Hotel em Los Angeles houve um banquete de estado oficial para celebrar o voo, sendo comparecido por membros do Congresso, 44 governadores, o chefe de justiça Warren E. Burger e embaixadores de 83 países. Nixon e Agnew homenagearam os astronautas ao presentear cada com uma Medalha Presidencial da Liberdade.
Armstrong, Collins e Aldrin discursaram diante de uma sessão conjunta do Congresso em 16 de setembro. Ele presentearam a legislatura com duas bandeiras dos Estados Unidos que foram carregadas com eles para a superfície lunar, uma entregue para a Câmara dos Representantes e a outra para o Senado. Uma bandeira da Samoa Americana que também foi levada para a Lua pela Apollo 11 e outras três missões está em exibição no Museu Jean P. Haydon em Pago Pago, a capital da Samoa Americana.
Seguiu-se uma viagem mundial de 38 dias por 22 países que incluiu visitas com vários líderes estrangeiros. Essa viagem durou de 29 de setembro até 5 de novembro. Muitas nações homenagearam a alunissagem com artigos especiais em revistas, selos postais ou moedas comemorativas da Apollo 11 ou ao presentearem medalhas aos astronautas.

## Legado

### Cultural
Humanos caminhando na Lua e retornando em segurança para a Terra realizou o objetivo estabelecido por Kennedy oito anos antes. Pedaços do discurso do ex-presidente foram colocados na tela do Controle da Missão durante a alunissagem junto com os dizeres "TAREFA REALIZADA, julho de 1969". O sucesso da Apollo 11 demonstrou a superioridade tecnológica dos Estados Unidos sobre outros países, além de ter dado a vitória para os norte-americanos na Corrida Espacial. Novas frases entraram no cotidiano popular. "Se eles podem enviar um homem para a Lua, então porque eles não podem..." tornou-se um ditado comum após a Apollo 11. As famosas palavras de Armstrong ao pisar pela primeira vez na superfície lunar também entraram na memória pública e geraram incontáveis paródias.
Por outro lado, muitos norte-americanos desprivilegiados enxergaram a Apollo 11 como um símbolo da divisão dos Estados Unidos, algo evidenciado por manifestantes do lado de fora do Centro Espacial Kennedy um dia antes do lançamento. Isto não significou que eles não ficaram maravilhados pelo que estava acontecendo. Ralph Abernathy, um dos ativistas liderando os protestos, ficou tão cativado pelo espetáculo da Apollo 11 que ele esqueceu o que iria dizer. Desigualdades raciais e financeiras frustraram cidadãos que se perguntaram por que tanto dinheiro estava sendo gasto no Programa Apollo e não nos cuidados de humanos no planeta Terra. Um poema de Gil Scott-Heron chamado "Whitey on the Moon" ilustrava a desigualdade racial nos Estados Unidos que foi destacada pela Corrida Espacial. O poema começa dizendo que:
| Original em inglês: A rat done bit my sister Nell. (with Whitey on the moon) Her face and arms began to swell. (and Whitey’s on the moon) I can’t pay no doctor bill. (but Whitey’s on the moon) Ten years from now I’ll be paying still. (while Whitey’s on the moon) | Tradução livre: Um rato acabou de morder minha irmã Nell. (com o Branco na lua) Seu rosto e braços começaram a inchar. (e o Branco tá na lua) Não posso pagar a conta do médico. (mas o Branco tá na lua) Daqui dez anos ainda vou estar pagando. (enquanto o Branco tá na lua) |

Vinte por cento da população mundial assistiram os humanos caminharem sobre a Lua pela primeira vez. Apesar da Apollo 11 ter despertado interesse ao redor do mundo, as missões seguintes da Apollo não conseguiram o mesmo. Uma possível explicação foi a mudança na complexidade. Pousar alguém na Lua era um objetivo fácil de compreender, enquanto geologia lunar era algo muito abstrato para uma pessoa comum entender. Outro motivo era de que o objetivo de Kennedy já tinha sido alcançado. Um objetivo bem definido ajudou o Programa Apollo a realizar seu objetivo, porém ficou difícil de justificar a continuação das missões lunares depois que isso foi completado.
Apesar de muitos norte-americanos terem ficado orgulhosos das realizações de seu país no campo da exploração espacial, apenas uma vez no final da década de 1960 pesquisas de opinião indicaram que os norte-americanos eram a favor de "fazer mais" no espaço contra "fazer menos". 59 por cento das pessoas pesquisadas em 1973 eram a favor de cortar gastos na exploração espacial. A Corrida Espacial tinha acabado e as tensões da Guerra Fria estavam diminuindo enquanto Estados Unidos e União Soviética entravam em uma era de détente. Isto foi na mesma época que a inflação estava subindo, o que colocou pressão no governo para reduzir gastos. O que acabou por salvar o programa espacial norte-americano foi que era um dos poucos programas governamentais que realizou algo verdadeiramente grandioso. Segundo Caspar Weinberger, o vice-diretor do Escritório de Gerenciamento e Orçamento, cortes dramáticos poderiam transmitir a ideia de que "nossos melhores anos já passaram".
Figurões da União Soviética afirmaram após a Apollo 11 que alunissar humanos na Lua era algo perigoso e desnecessário. A União Soviética na época estava tentando recuperar amostras lunares roboticamente, negando publicamente que existia uma corrida para chegar na Lua e indicando que não estavam tentando. Mstislav Keldysh, presidente da Academia de Ciências da União Soviética, falou em julho de 1969 que "Estamos nos concentrando totalmente na criação de grandes sistemas de satélites". Foi revelado em 1989 que os soviéticos tentaram enviar humanos para a Lua, porém não conseguiram por dificuldades técnicas. A reação pública na União Soviética sobre a alunissagem foi mista. O governo limitou a publicação de informações, o que afetou sua recepção. Uma parte da população não deu muita atenção, enquanto outra ficou furiosa.

### Espaçonaves

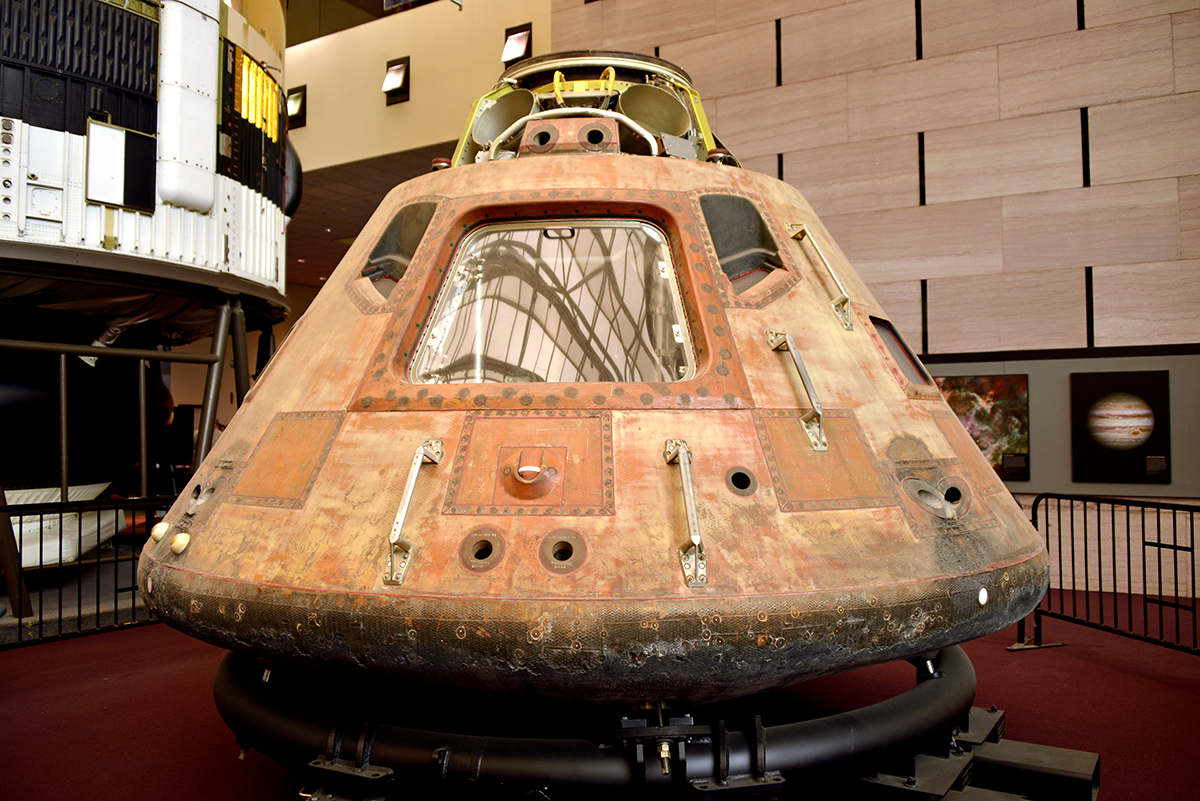
O Columbia em 2016 em exibição no Museu Nacional do Ar e Espaço

O Columbia, depois do retorno, também entrou em uma viagem de comemoração pelos Estados Unidos, passando por 49 capitais estaduais, pelo Distrito de Columbia e por Anchorage no Alasca. Foi transferido em 1971 para o Instituto Smithsoniano e passou a ser exibido publicamente no Museu Nacional do Ar e Espaço em Washington. Era uma das principais peças da exposição Milestones of Flight logo na entrada no museu, compartilhando o espaço junto com outros veículos aéreos de destaque como o Wright Flyer, o Spirit of St. Louis, um Bell X-1, um North American X-15 e o Friendship 7.
O Módulo de Comando foi levado em 2017 para o Hangar de Restauração Mary Baker Engen, localizado no Centro Steven F. Udvar-Hazy em Chantilly, Virgínia, para ser preparado para uma nova viagem por quatro cidades chamada Destination Moon: The Apollo 11 Mission. Estas incluíram o Centro Espacial Houston de 14 de outubro de 2017 a 18 de março de 2018, o Centro de Ciências de Saint Louis entre 14 de abril e 3 de setembro de 2018, o Centro Histórico Senador John Heinz em Pittsburgh de 29 de setembro de 2018 até 18 de fevereiro de 2019 e o Museu do Voo de Seattle de 16 de março a 2 de setembro de 2019.
Os trajes espaciais de Armstrong e Aldrin foram exibidos por quarenta anos na exposição Apollo to the Moon do Museu Nacional do Ar e Espaço, porém ela foi fechada em 3 de dezembro de 2018 para ser substituída por uma nova galeria que tem previsão de inauguração para 2022. Planeja-se uma exposição especial do traje de Armstrong para o quinquagésimo aniversário da Apollo 11 em junho de 2019. A Instalação Móvel de Quarentena e os colares e balsas de flutuação usados no Columbia após a amerrissagem estão no Centro Steven F. Udvar-Hazy perto do Aeroporto Internacional Washington Dulles, onde estão exibidos ao lado de um módulo lunar de teste.
O estágio de descida do Eagle permanece na Lua. O Lunar Reconnaissance Orbiter fotografou em 2009 os locais de alunissagem de várias das missões Apollo, pela primeira vez com uma resolução suficiente para que se pudesse ver o estágio de descida dos módulos, instrumentos científicos e até mesmo rastros de pegadas deixados pelos astronautas. Os restos do estágio de descida estão em um local desconhecido da superfície lunar, depois de ter sido abandonado e caído na Lua. Não se sabe o local pois o Eagle não foi rastreado depois de ter sido descartado, além do campo gravitacional lunar não ser muito uniforme para que se pudesse prever o curso da espaçonave.
Uma equipe de especialistas financiada pelo empresário Jeff Bezos encontrou em março de 2012 os motores F-1 do estágio S-IC que lançou o Saturno V da Apollo 11. Foram encontrados no fundo do Oceano Atlântico através de escaneamentos de sonar avançados. A equipe conseguiu trazer para a superfície partes de dois dos cinco motores. Um conservador descobriu em julho de 2013 um número de série sob a ferrugem em um dos motores recuperados, que a NASA confirmou realmente pertencer a Apollo 11. O terceiro estágio S-IVB que realizou a injeção translunar da missão permanece em órbita solar perto da Terra.

### Pedras lunares
O principal repositório das pedras lunares da Apollo fica na Instalação de Laboratório de Amostras Lunares dentro do Centro Espacial Lyndon B. Johnson em Houston. Há também uma coleção menor que fica guardada na Instalação de Testes de White Sand perto de Las Cruces, Novo México. A maioria das pedras são guardadas em nitrogênio para mantê-las livres da umidade. Elas são manuseadas apenas indiretamente através de ferramentas especiais. Mais de cem laboratórios de pesquisa ao redor do mundo realizam estudos nas amostras, com aproximadamente quinhentas amostras sendo preparadas e enviadas para estudiosos todos os anos.
Nixon pediu para a NASA em novembro de 1969 que preparasse por volta de 250 presentes de amostras lunares da Apollo 11 para serem entregues a 135 países, os cinquenta estados norte-americanos e suas possessões e às Nações Unidas. Cada um incluía um pouco de poeira da Lua coletada por Armstrong e Aldrin. As partículas eram quatro pedaços minúsculos de solo lunar que pesavam aproximadamente cinquenta miligramas que foram colocados dentro de um botão de acrílico do tamanho de uma moeda. Essa botão magnificava o tamanho das partículas. As amostras lunares da Apollo 11 foram presenteadas por Nixon em 1970 como gestos de boa vontade.
O Experimento Sísmico Passivo continuou funcionando até uma falha no emissor de sinais em 25 de agosto de 1969. O recebedor de sinais parou de funcionar em 14 de dezembro do mesmo ano. O experimento do Alcance de Laser Lunar continua a funcionar até hoje.

### Aniversários
A revista Life lançou em 15 de julho de 2009 uma galeria de imagens inéditas dos astronautas tiradas antes do lançamento da Apollo 11. A NASA transmitiu em seu website de 16 a 24 de julho os áudios originais da missão em tempo real exatamente quarenta anos depois do ocorrido.  A Biblioteca e Museu Presidencial John F. Kennedy estabeleceu no mesmo mês um website que retransmitiu as transmissões da Apollo 11 do lançamento até a alunissagem. Gravações de áudio e imagens feitas no Controle da Missão durante a descida da Apollo 11 na Lua foram ressincronizados em julho de 2010 e disponibilizados pela primeira vez.
Armstrong, Collins e Aldrin se encontraram com o presidente Barack Obama na Casa Branca em 20 de julho de 2009, dia do aniversário de quarenta anos da alunissagem. Obama na ocasião falou que "Nós esperamos que haja, enquanto conversamos, outra geração de crianças lá fora que estão olhando para o céu e serão os próximos Armstrong, Collins e Aldrin", também afirmando que "Queremos garantir que a NASA esteja lá para ele quando eles quiserem fazer suas jornadas". Um ato do Congresso presenteou os três astronautas em 7 de agosto com a Medalha de Ouro do Congresso, a maior condecoração civil dos Estados Unidos. O projeto de lei foi patrocinado pelo senador Bill Nelson e pelo deputado federal Alan Grayson, ambos da Flórida.
O deputado federal Bill Posey da Flórida apresentou em 10 de junho de 2015 uma resolução diante da 114º sessão da Câmara dos Representantes com o objetivo de direcionar a Casa da Moeda dos Estados Unidos a criar e vender moedas comemorativas em ouro, prata e níquel de cobre em homenagem aos cinquenta anos da missão da Apollo 11. A Casa da Moeda revelou em janeiro de 2019 o desenho final das moedas, feito pelo designer Gary Cooper e pelo escultor Joseph Menna: um lado mostra uma pegada na superfície lunar junto com os nomes dos três programas espaciais que levaram à primeira alunissagem (Mercury, Gemini e Apollo), do outro lado está uma representação do reflexo do visor do capacete de Aldrin tirada de uma das fotos da missão em que é possível ver sua sombra, a bandeira dos Estados Unidos, Armstrong e o Eagle.